# Mochlos (Ausgrabungsstätte)
Mochlos (griechisch Μόχλος) ist die Bezeichnung der Ausgrabungsstätte einer von der minoischen bis mit Unterbrechungen in die byzantinische Zeit bestehenden Hafensiedlung in der Gemeinde Sitia im Osten der griechischen Insel Kreta. Sie besteht aus mehreren Teilen, von denen sich die größte Grabungsfläche auf der Insel Agios Nikolaos (Άγιος Νικόλαος) vor der Nordküste Kretas befindet. Eine flächenmäßig kleinere Ausgrabung schließt sich auf Kreta selbst westlich an den Ort Mochlos an, nach dem der archäologische Fundort benannt ist. Weiterfassend werden kleine Grabungsorte in der Küstenebene um Mochlos mit einbezogen. Verbunden waren die Orte damals wahrscheinlich durch eine Landbrücke zur heutigen Insel.

## Lage

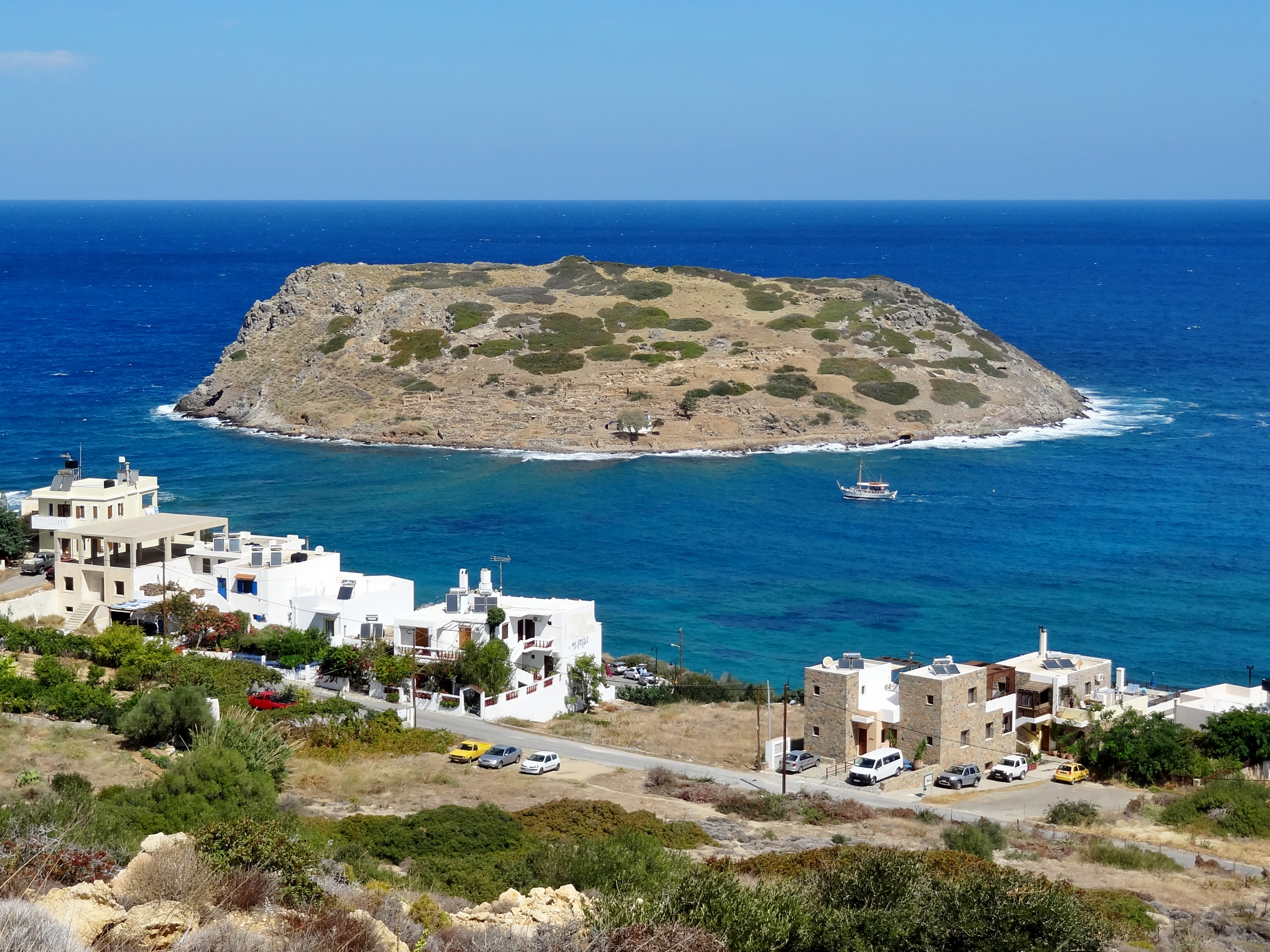
Insel Agios Nikolaos vor Mochlos

Die etwa 300 × 250 Meter große und 62 Meter hohe Felseninsel Agios Nikolaos ist nach der kleinen Kirche auf der Südseite benannt, die Nikolaus von Myra geweiht ist. Sie befindet sich in einer Entfernung von 180 Metern vor der Nordküste Kretas. Dort entstand nach der Entdeckung der altertümlichen Hafensiedlung im Jahr 1907 der kleine Ort Mochlos, dessen Name auch für die Insel verwendet wird. In venezianischer Zeit hieß die Insel Scoglio de Muflo. Mitunter wird sie auch Psyllos (Ψύλλος ‚Floh‘) genannt, im Gegensatz zur Insel Psira (Ψείρα ‚Laus‘) 3,2 Kilometer westlich. Die Ausgrabungsstätte nimmt überwiegend den südlichen Bereich der Insel um die Kirche ein, einige Grabbauten liegen oberhalb der Westküste. In der Bronzezeit scheint eine Landverbindung mit Kreta bestanden zu haben, eine Halbinsel bildend mit zwei Häfen zu beiden Seiten der schmalen Landenge.

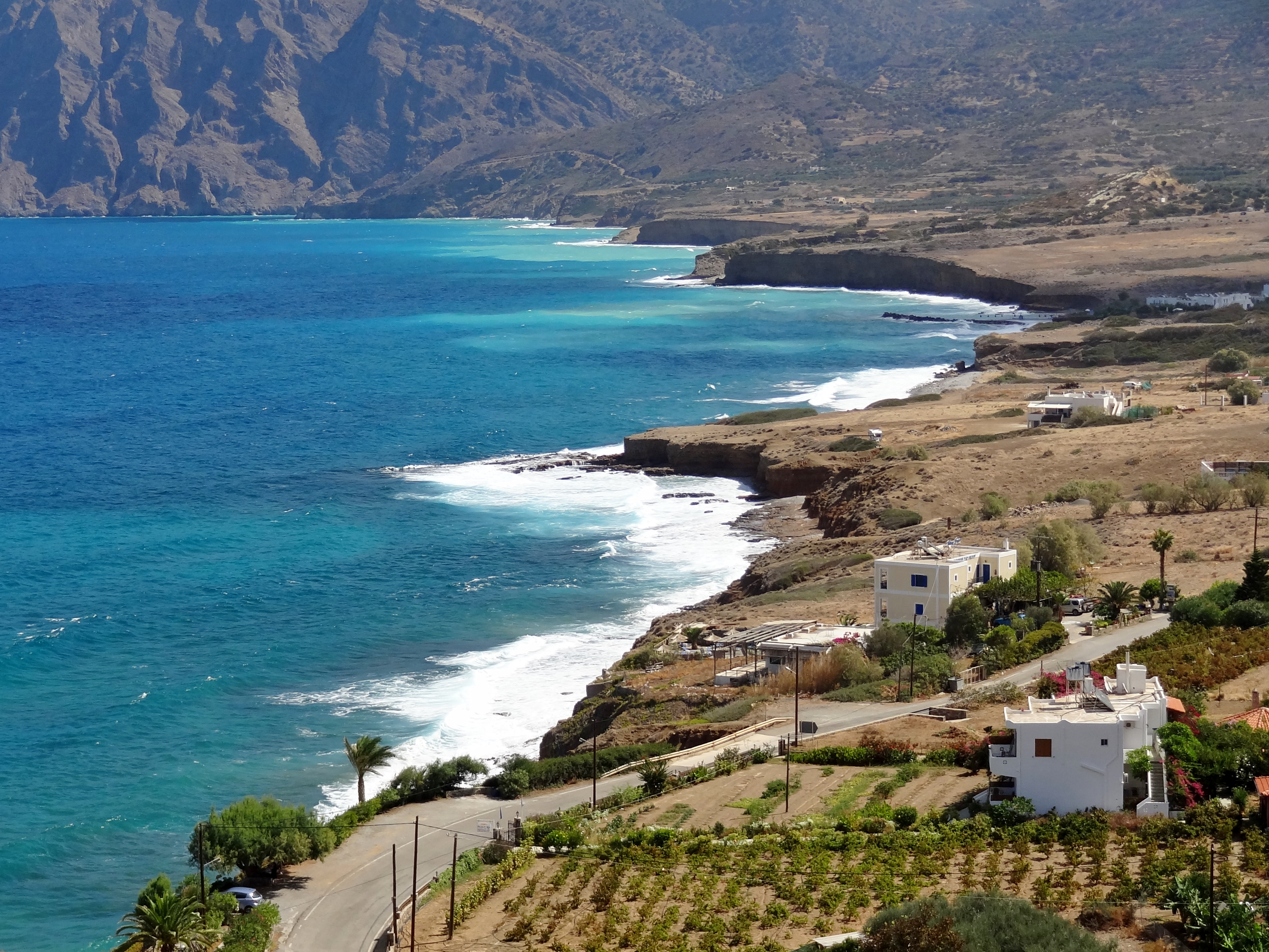
Küste der Bucht von Mochlos

An der Küste des westlichen Ortsrandes von Mochlos befindet sich die Ausgrabungsstätte des sogenannten Handwerkerviertels (Συνοικία των τεχνιτών Synikia ton techniton). Die dort freigelegten Gebäudereste liegen teilweise unter der heutigen Küstenstraße zum 350 Meter entfernten Hafen und dem Strand Limenaria (Παραλία Λιμενάρια) im Westen, in dessen Nähe man ein spätminoisches Gräberfeld entdeckte. Am Südostrand des Ortes lag der minoische Steinbruch, in dem der lokale kalkhaltige Sandstein, Ammoudha genannt, abgebaut wurde. Von dort zieht sich die von mehreren kleinen Flüssen durchbrochene „Ebene von Mochlos“ an der Bucht von Mochlos (Όρμος Μόχλου) etwa 4,2 Kilometer nach Osten. Hier stand nahe der Mündung des östlichsten Flusses bis zum Ende der Neupalastzeit das Landhaus von Chalinomouri (Χαλινομούρι) mit einer Ansammlung von Gräbern. Von der Hauptstraße (E 75) zwischen Pachia Ammos und Sitia führen drei Straßen zur Küste der Bucht von Mochlos, die bei der Kirche Agios Pandeleimon (Άγιος Παντελεήμων) sowie von den Orten Sfaka (Σφάκα) und Tourloti (Τουρλωτή) abgehen.

## Geschichte

### Frühminoische Zeit

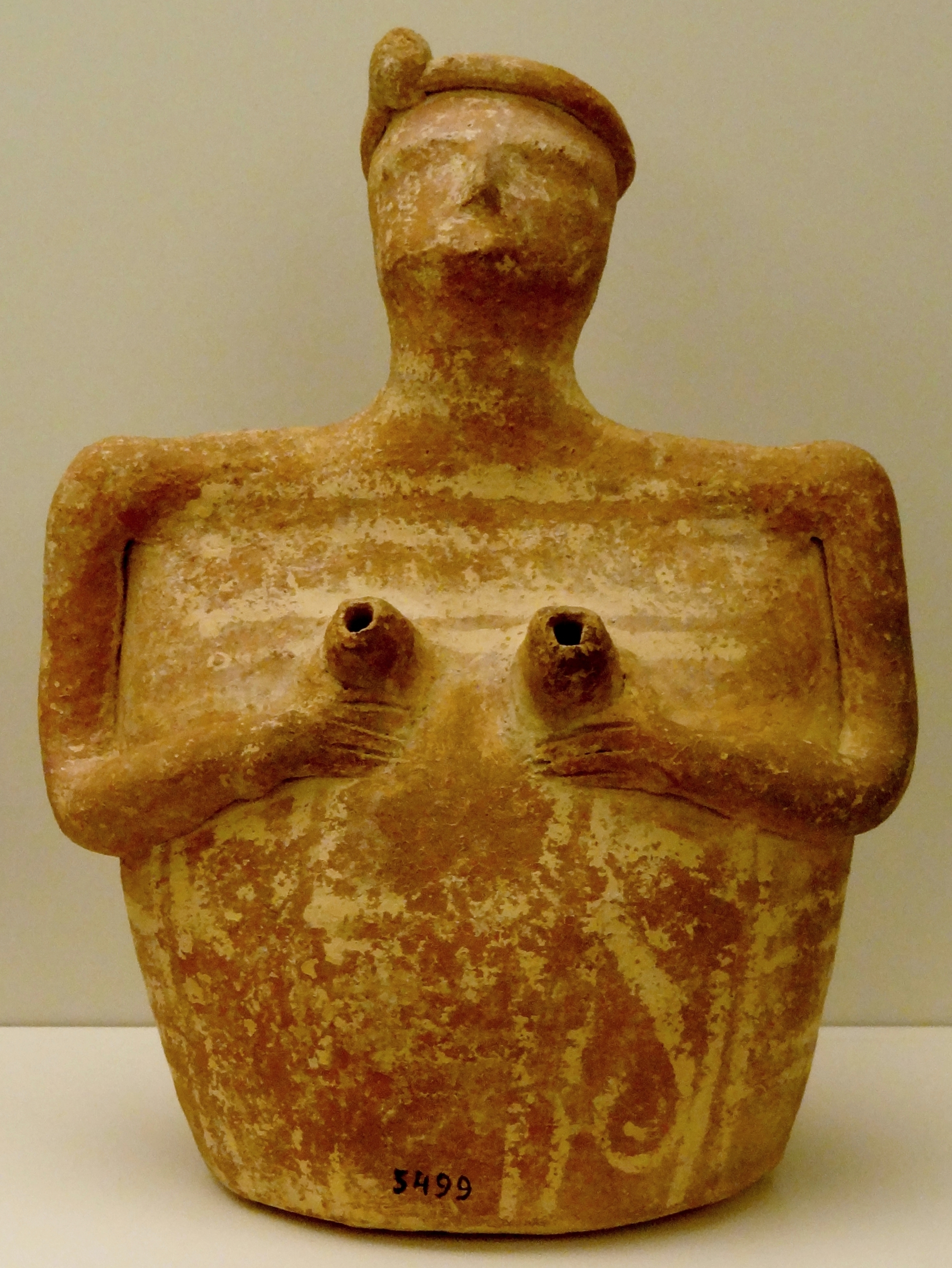
Ton-Rhyton in weiblicher Gestalt (2300–2000 v. Chr.)

Die damalige Halbinsel an der Küste von Mochlos wurde zu Beginn der Bronzezeit erstmals besiedelt. Es gibt Hinweise auf zwei Wellen von Einwanderern. Die ersten Siedler scheinen Mochlos um 3000 v. Chr. von der Kykladeninsel Melos kolonisiert und somit der Kykladenkultur angehört zu haben. Darauf weisen Obsidianklingen hin, deren Rohmaterial von den Kykladen importiert und in Mochlos verarbeitet wurde. Die Keramik der Kolonisten wird der frühminoischen Phase FM I der Vorpalastzeit zugeordnet. In der Phase FM I B kam es zu einer zweiten Einwanderungswelle, möglicherweise aus Zentralkreta. Es entstanden Bauten entlang der Südküste und auf der westlichen Terrasse der heutigen Insel. Die zunächst kleine Siedlung wuchs in der Phase FM II beträchtlich an. Sie bedeckte eine Fläche von etwa 0,8 Hektar, was zu einer Schätzung der Einwohnerzahl zwischen 220 und 330, einschließlich der Siedlungen auf der Südseite der Nehrung auf bis zu 500 Menschen führte.
Ab etwa 2500 v. Chr. kann von einer hierarchischen Struktur der Gesellschaft von Mochlos ausgegangen werden. Es entstanden einige Hausgräber für hochgestellte Persönlichkeiten, die ihren Status und ihre Kontrolle innerhalb der Siedlung sowie ihre Fähigkeit zum Erwerb von Gütern durch Handel und Seefahrt widerspiegelten. In den Phasen FM II und FM III entwickelte sich Mochlos, neben Vassiliki und Priniatikos Pyrgos, zu einem wichtigen Wirtschafts- und Siedlungszentrum im Osten Kretas. Die Grundlage dafür bildeten die zwei Häfen auf beiden Seiten der Nehrung zur heutigen Insel und die landwirtschaftlich genutzte Ebene des kretischen Hinterlandes. Mochlos war ein Standort für neue Industrien, wie die Herstellung von Goldschmuck, Steinvasen und Fayencen, sowie ein wichtiges Handelszentrum für Rohstoffe und Waren von den Kykladen und möglicherweise aus dem Nahen Osten.
Der frühminoische Friedhof von Mochlos auf einer schmalen Terrasse der Westseite der Insel wurde um 2900 v. Chr. angelegt. Es handelte sich wahrscheinlich um Familiengräber. In ihnen wurden zahlreiche Golddiademe gefunden; ein Hinweis auf die hohe Stellung der Verstorbenen. Viele kleinere Gräber mit Pithos-Bestattungen schlossen sich im Schutz der Felsen am Südhang an. Die Grabbauten wurden in der Phase FM III von 2300 bis 2000 v. Chr. weiter genutzt, von 2000 bis 1900 v. Chr. eher weniger. Nach einer folgenden zeitlichen Lücke sind für die Neupalastzeit erneut Pithos-Bestattungen nachgewiesen.

### Alt- und Neupalastzeit

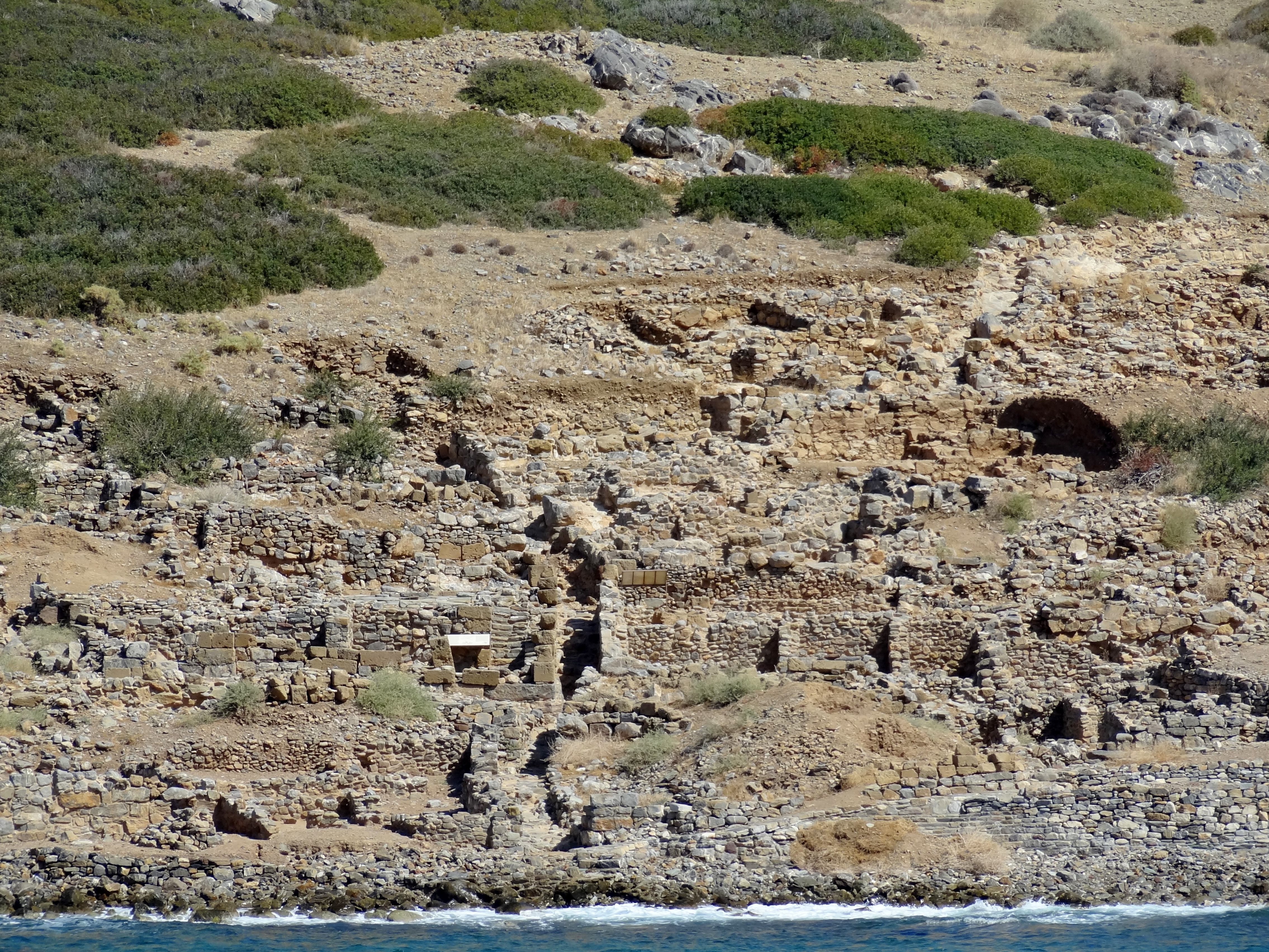
Ausgrabungsstätte auf der Insel Agios Nikolaos

Während der mittelminoischen Altpalastzeit von etwa 1900 bis 1700 v. Chr. pflegte Mochlos enge Beziehungen zum Palast von Mallia, wenn es seine Eigenständigkeit nicht sogar gänzlich verlor und ein Teil des mallischen Staates wurde. Aus Mallia übernahm man neue Produktionsmethoden, wie die Töpferscheibe, ein Zeichen für die enge Verflechtung der Eliten Mochlos’ mit den dortigen sozialen Strukturen. Die Fundstücke aus der Altpalastzeit sind nur fragmentarisch erhalten. Die Ausdehnung der einzelnen mittelminoischen Fundorte über die gesamte Ausgrabungsstätte der Insel verweist auf die große Ausdehnung der Siedlung unterhalb der danach entstandenen neupalastzeitlichen Stadt der spätminoischen Phase SM I. Im Übergang von der Alt- zur Neupalastzeit werden, wie in anderen Teilen Kretas, große gewaltsame Zerstörungen vermutet.

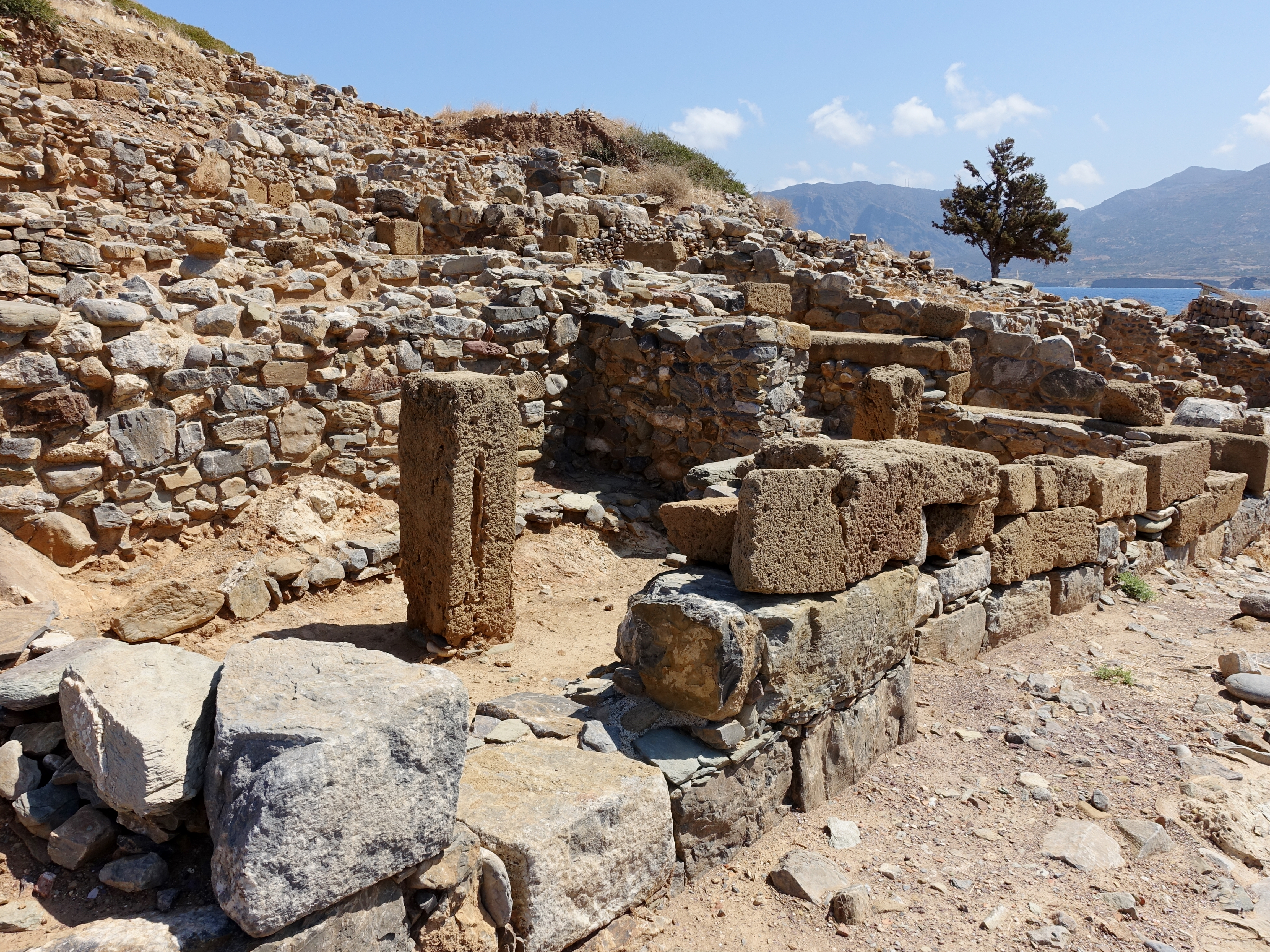
Gebäude B.2 auf Agios Nikolaos

Mit dem Wiederaufbau der infolge seismischer Aktivitäten oder interner Konflikte zerstörten Paläste und Siedlungen auf Kreta am Übergang der mittelminoischen Phasen MM III A zu MM III B erfolgte eine Konzentrierung der Bevölkerung. Einige Orte wurden aufgegeben, andere nahmen an Bedeutung zu. Vor allem Knossos entwickelte sich zu einem Zentrum der minoischen Kultur. Neben anderen Stätten begann auch Mochlos, die knossische Art von Religion und materieller Kultur zu kopieren. Für die Bauwerke wurde während der gesamten Neupalastzeit von etwa 1700 bis 1430 v. Chr. der Steinbruch bei Vagia (Βαγιά) an der Küste südöstlich des heutigen Ortes Mochlos genutzt, das gewonnene Material sogar für den Bau der minoischen Stadt Gournia exportiert.

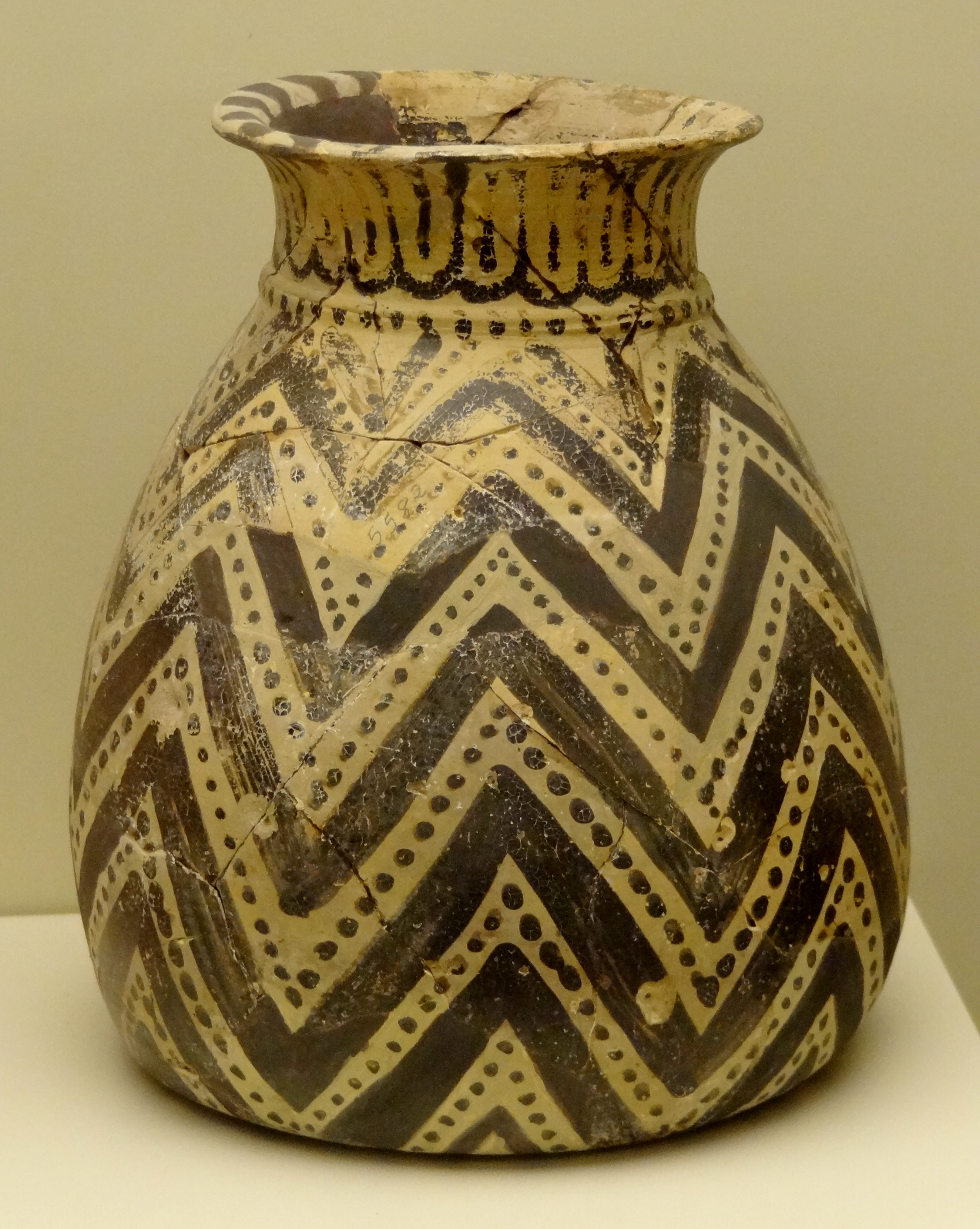
Bemalter Ton-Alabastron (1500–1450 v. Chr.)

In der spätminoischen Phase SM I erreichte die Siedlung von Mochlos ihre größte Ausdehnung. Die Gebäude auf Agios Nikolaos waren teilweise dreigeschossig, die Keller einbezogen, in denen sich Werkstätten und Lagerräume mit Pithoi befanden. Als zeremonielles und möglicherweise auch Verwaltungszentrum wurde das an den Hang gebaute Gebäude B.2 westlich einer von Süd nach Nord aufwärts verlaufenden gepflasterten Straße identifiziert. Es besaß zwei Säulenkrypten und bestand als einziges Bauwerk dieses Bereiches zum Teil aus Quadermauerwerk. Über eine Treppe mit 14 hinaufführenden Stufen erreichte man von der östlichen Krypta einen Raum mit zwei Säulen, einem Opferstein und einem Becken an der Nordwand. Im Abfluss unter dem Boden zur Straße wurden SM I B-Becher gefunden. Mehrere Türen führten vom Hauptraum in einen Küchen- und einen Essbereich sowie in einen Flur zur Straße.

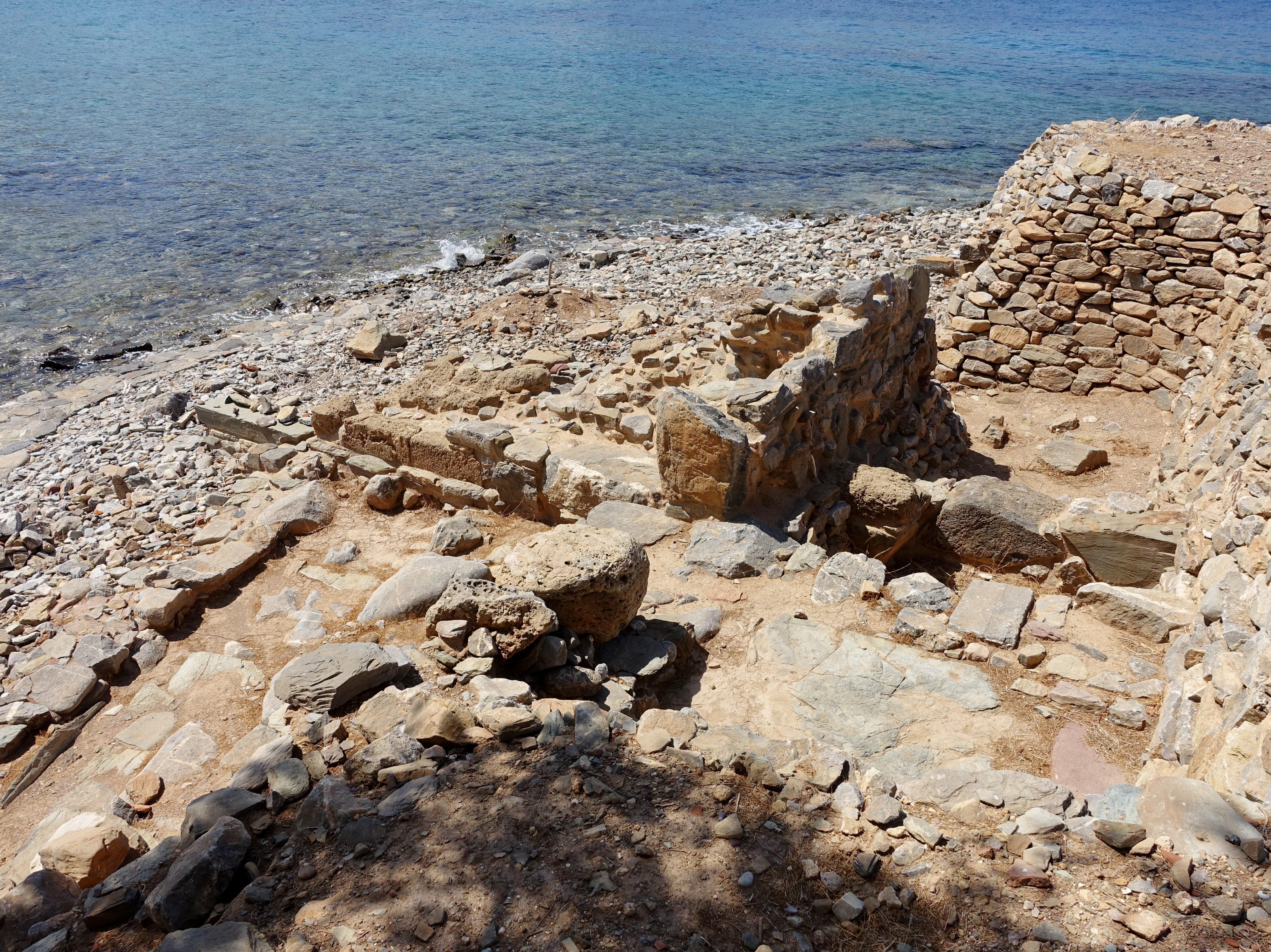
Gebäude C.1 auf Agios Nikolaos

Das Gebäude C.1 ist eines der jüngsten der Neupalastzeit. Seine Überreste liegen am Meeresufer etwa 10 Meter südwestlich unterhalb der Kirche Agios Nikolaos. Das aus der Phase SM I B stammende Gebäude bestand an der Fassade und im Treppenhaus aus Quadermauerwerk. Im nördlichen Teil befand sich eine Küche. Unter dem SM I B-Fußboden liegt eine tiefe und ausgedehnte Schicht Tephra, die von der minoischen Eruption der Vulkaninsel Thera stammt. Sie gilt als Trennmarke zwischen den Kulturphasen SM I A und SM I B, da Untersuchungen des Keramikmaterials ergaben, dass oberhalb der Tephra-Schicht keine SM I A-Funde ergraben wurden. Einen ähnlichen Befund lieferte das Gebäude B.1, dessen Überreste sich ebenfalls nahe der heutigen Küste befinden.

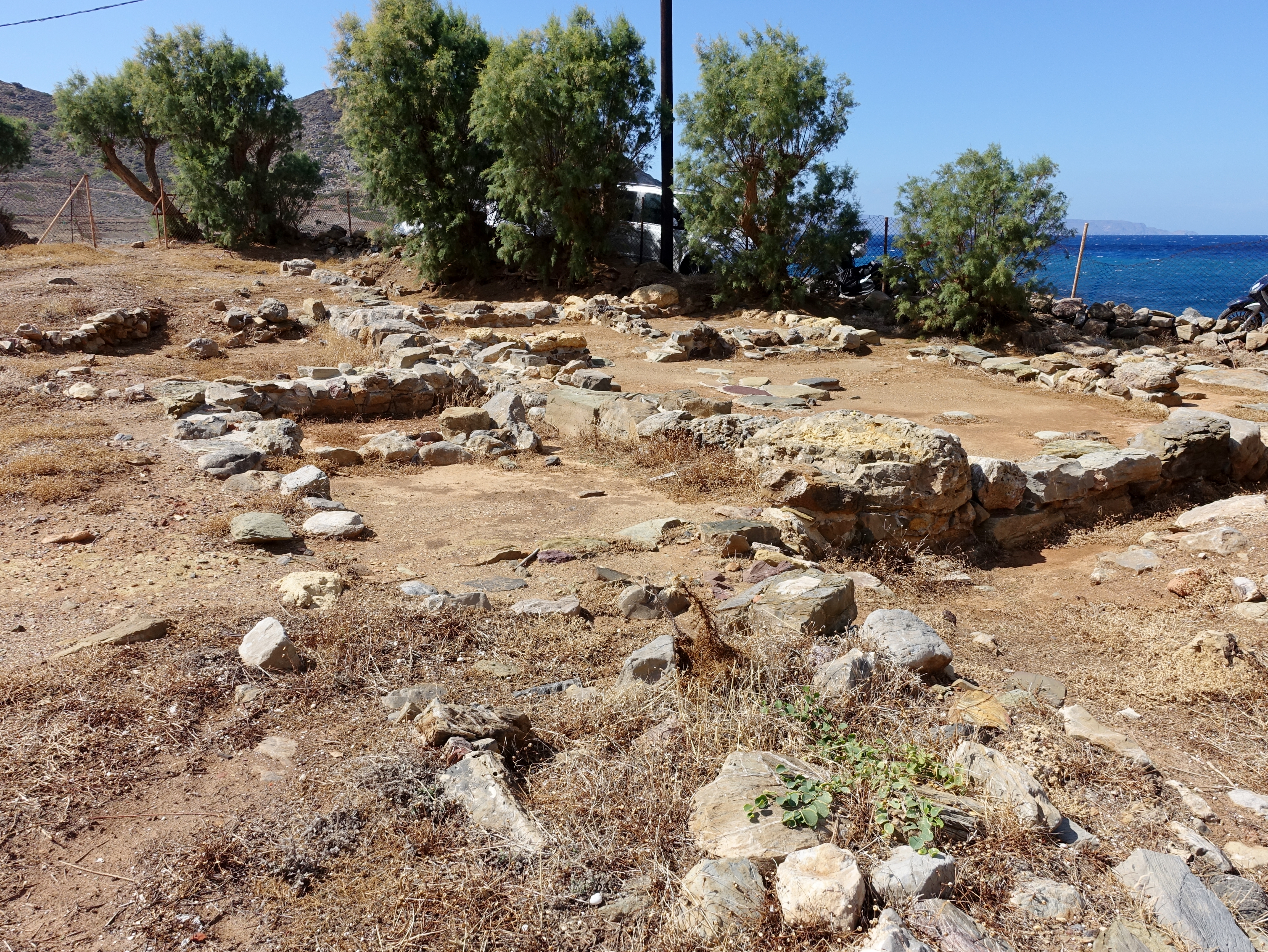
Handwerkerviertel am Westrand des Ortes Mochlos

Auch das sogenannte Handwerkerviertel am westlichen Ortsrand von Mochlos stammt aus der Phase SM I B, wie die entsprechende stratigrafische Schicht über einer festen Vulkanascheschicht erkennen lässt. Hier wurden Reste von zwei Gebäuden freigelegt, von denen Teile unter dem Asphalt der Straße nach Limenaria (Λιμενάρια) versiegelt sind. Neben hauptsächlich metallurgischen Werkstätten, in denen Kupferteile gefunden wurden, kamen bei den Ausgrabungen auch Steinvasen, eine Töpferscheibe mit einem Durchmesser von 40 cm und konzentrischen Gebrauchsspuren und eine Pithamphora mit vier Griffen, die eine Linear-A-Inschrift trägt, zu Tage. Eine Linse aus Bergkristall ähnelt Funden aus Knossos und der Idäischen Grotte. Der Raum mit einer eingebauten Bank, in dem sich eine Reihe von Gefäßen befanden, die vermutlich der Darbietung von Gaben dienten, wird als Heiligtum gedeutet.

### Mykenische Zeit

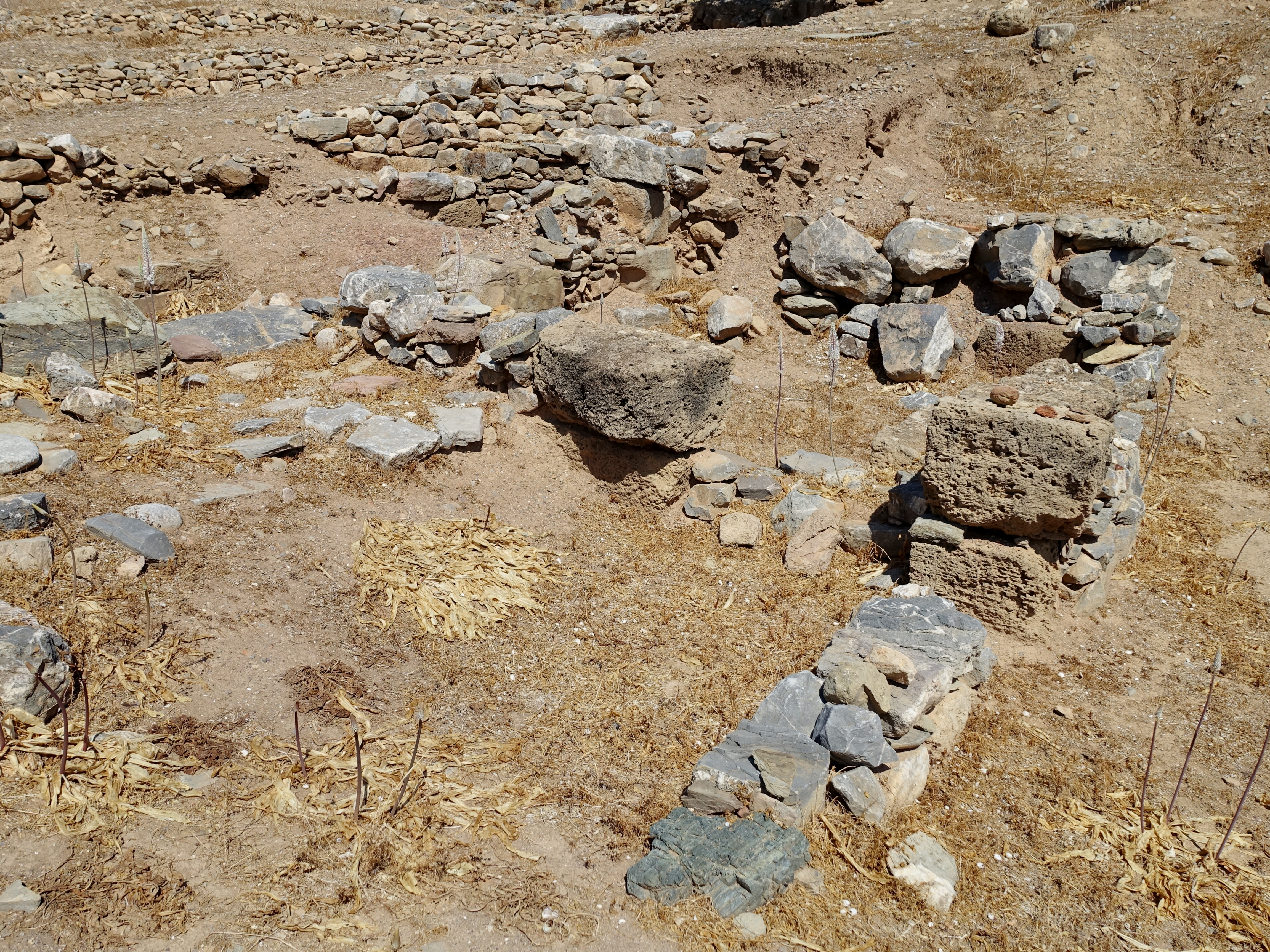
Mykenisches Haus Θ (D.4) auf Agios Nikolaos

Um 1430 v. Chr. eroberten mykenische Griechen Kreta und besetzten das Zentrum der Insel Knossos. Bei den mehrjährigen Invasionen wurden viele minoische Siedlungen durch Brände zerstört, darunter auch Mochlos, das einige Jahrzehnte danach unbewohnt blieb. Erst um 1400 v. Chr. entstand auf den Ruinen der minoischen eine kleine mykenische Siedlung, für die eine scharfe hierarchische Gesellschaftsstruktur rekonstruiert wird. Mit ihrem wichtigen Naturhafen diente die Siedlung an der Nordostküste dem Handel mit anderen Orten auf Kreta. Dass Teile der minoischen Bevölkerung zurückkehrten oder eine Produktionstätigkeit wieder aufgenommen wurde, ist aus den Grabungsbefunden nicht erkennbar. Allerdings gibt es Hinweise auf Fischfang direkt an der Küste, aber auch in tieferen Gewässern.

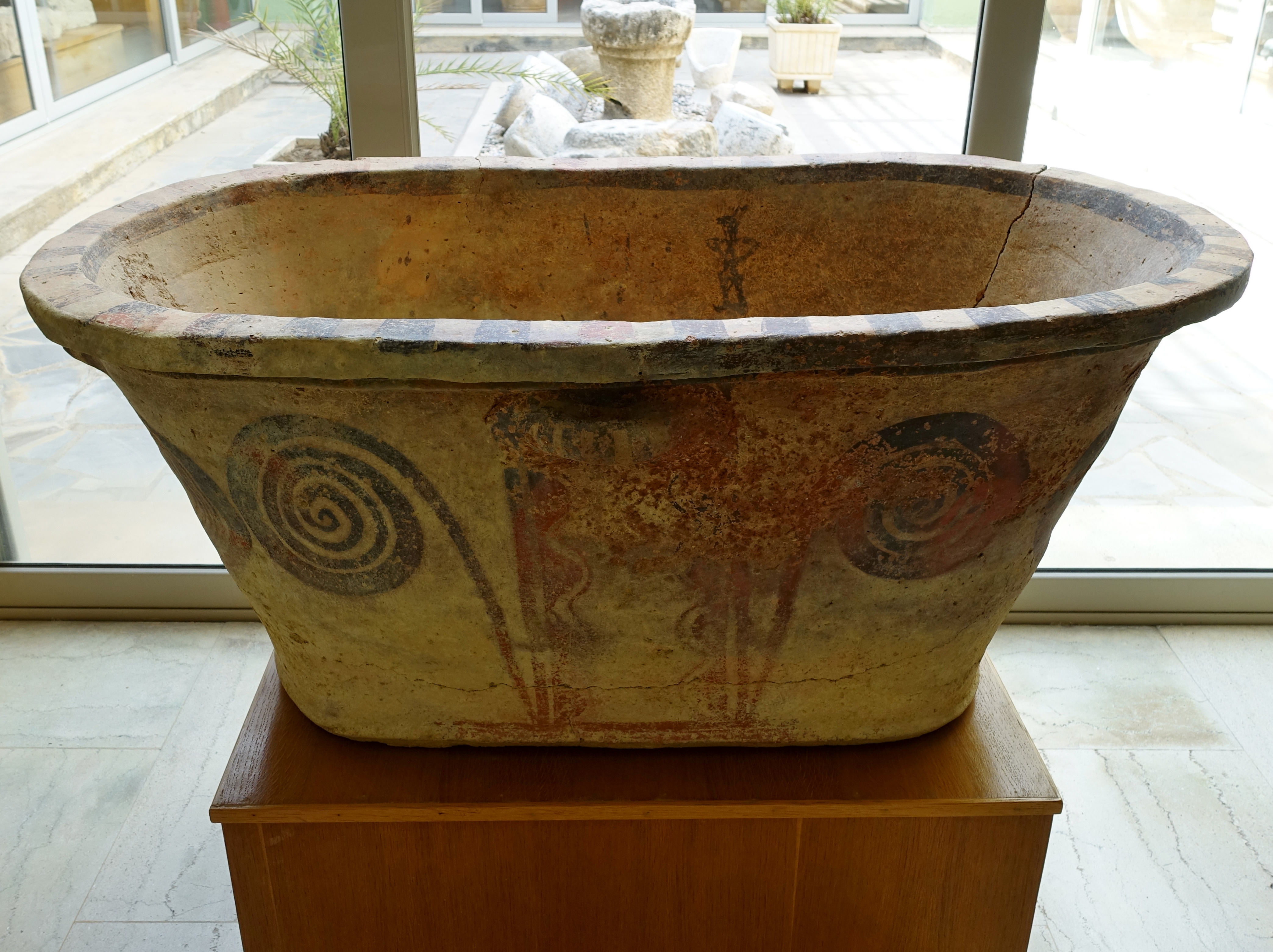
Wannenförmige Larnax aus Grab 10 bei Limenaria (1430–1370 v. Chr.)

Die Keramik der Mykener von Mochlos wird den spätminoischen Phasen SM III A1 bis SM III B zugeordnet. Insgesamt wurden aus der mykenischen Zeit 13 Gebäude auf Agios Nikolaos gefunden, Häuser mit einem bis zwei Räumen bis zu einem größeren, Haus Α, zu dem eine eigene Straße führte. Der Friedhof aus der Phase SM III lag auf Kreta, oberhalb des Hafens bei Limenaria an der Westseite des Hügels, der sich südlich des heutigen Ortes Mochlos befindet. Von den 16 kleinen Kammergräbern sind 13 auf gleicher Höhe aneinandergereiht. Die Gräber 1, 10 und 11 befinden sich etwas unterhalb im Norden und Westen.
Die meisten der Gräber besaßen Dromoi, die mit Steinen verfüllt wurden. Die beiden südlichsten Gräber 15 und 16 waren durch einen schmalen Tunnel miteinander verbunden. Während in Grab 16 eine weibliche Person mit relativ viel Schmuck in einem Pithos bestattet war, konnte in Grab 15 eine männliche Person in einer Larnax als ein telestas (τελεστας ‚Eingeweihter‘) identifiziert werden. John Chadwick, einer der beiden Entzifferer der Linearschrift B, hielt die Bezeichnung telestas für einen religiösen Titel, schloss aber nicht aus, dass die betreffende Person auch weltliche Macht besaß. Die mykenische Hafensiedlung scheint am Ende der Bronzezeit um 1250 v. Chr. aufgegeben worden zu sein. Dies entspricht einer Zeit, in der auch andere Orte Ostkretas verlassen wurden, wie beispielsweise Roussolakkos.

### Späthellenistische bis byzantinische Zeit
Nach dem Ende der Bronzezeit blieb Mochlos bis zum 7. Jahrhundert v. Chr. unbesiedelt. Es folgten nur kurzfristige Ansiedlungen, bis das Gebiet in hellenistischer Zeit wahrscheinlich unter die Kontrolle der griechischen Polis Hierapytna geriet, die an der Südostküste Kretas beim heutigen Ierapetra lag. Grundlage für diese Vermutung bilden Keramikfunde der sogenannten East Cretan Cream Ware (ECCW), die in der Zeit des späten 2. bis zum frühen 1. Jahrhundert v. Chr. in der Nähe von Hierapytna hergestellt und bei den Ausgrabungen in Mochlos gefunden wurde. Der Rohstoff, ein feiner sandiger Ton von gelber oder hellgrüner Farbe, stammte aus dem 15 Kilometer östlich von Ierapetra liegenden Tal von Myrtos. Über die Siedlung Mochlos erlangte Hierapytna möglicherweise die Kontrolle über die Bucht von Mirabello beim Kampf um die Vorherrschaft in Ostkreta gegen die Poleis Praisos und Itanos.

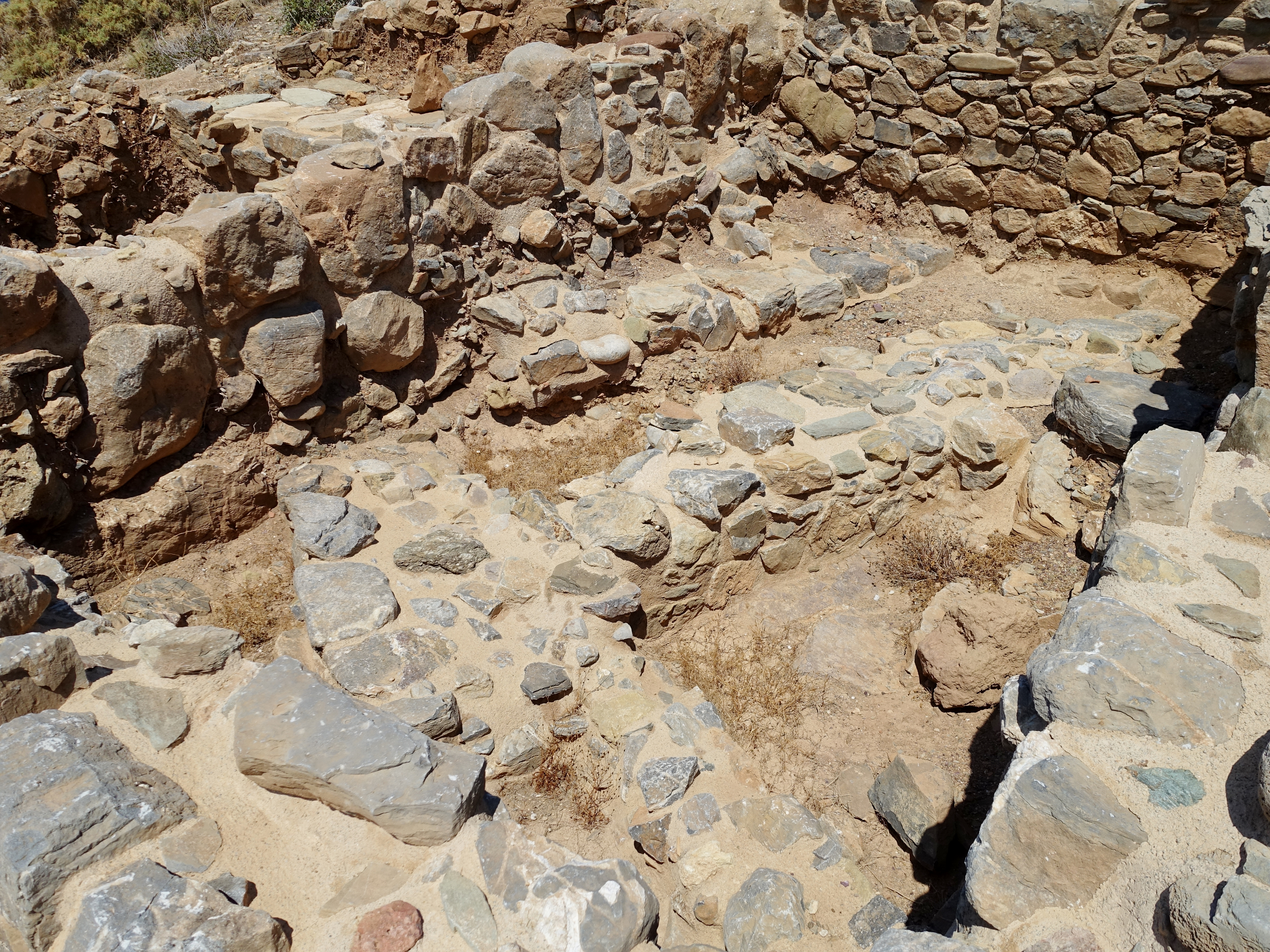
Späthellenistisches Gebäude über Fundamenten der SM I–Phase in Block A auf Agios Nikolaos

Die späthellenistische Siedlung erstreckte sich auf der Südseite der heutigen Insel über die gesamte Fläche der früheren minoischen Bebauung und war im Norden, Osten und Süden von einer Ringmauer umgeben. Von Westen war sie durch die Klippen geschützt. Neben Wohngebäuden gab es auch Produktionsstätten, wie in dem etwa 23,5 Meter langen Späthellenistischen Gebäude I, das mit seinen acht Räumen südlich außerhalb der Ringmauer lag. Es beherbergte in den Räumen 1 und 6 zwei Balkenpressen, von denen die im östlichen Raum 1 wahrscheinlich bei der Textilherstellung verwendet wurde. Der Raum mit der Ölpresse, Raum 6, war der größte des Gebäudes.
Ob Mochlos als Siedlung nach der mit dem Fall Hierapytnas vollständigen römischen Eroberung Kretas 67 v. Chr. weiter bestand, ist unklar. Der erste Ausgräber, Richard B. Seager, vermerkte die Funde von zwei Münzen der Kaiser Hadrian und Diokletian sowie mehrere von Konstantin dem Großen. Die Landbrücke zur heutigen Insel Agios Nikolaos könnte beim Erdbeben vor Kreta 365 n. Chr. überflutet worden sein. In byzantinischer Zeit gab es lediglich kleinere Siedlungen an der kretischen Küste und die Nutzung der späthellenistischen Befestigungen auf der Insel.

## Forschungsgeschichte
Im Jahr 1907 leitete der amerikanische Archäologe Richard B. Seager, der zuvor schon in Vassiliki gearbeitet hatte, die Ausgrabungen auf der Insel Psira im Golf von Mirabello. Während der Grabungskampagne teilte ihm der türkische Bootsmann, der die Überfahrten zur Insel durchführte und Seager schon auf Psira aufmerksam gemacht hatte, mit, dass es auf der drei Meilen östlich gelegenen Nachbarinsel Mochlos andere alte Mauern gäbe. Im Juli 1907, am Ende der Saison auf Psira, unternahm Seager mit über 20 Grabungshelfern eine auf drei Tage angelegte Probegrabung in Mochlos, die nach zwei Tagen infolge der Hitze auf der windgeschützten Südseite der Insel abgebrochen wurde. Die nur wenigen Funde waren von hoher Qualität, so dass Seager beschloss, die Ausgrabungen auf Mochlos fortzusetzen.

### Ausgrabungen im Frühjahr 1908

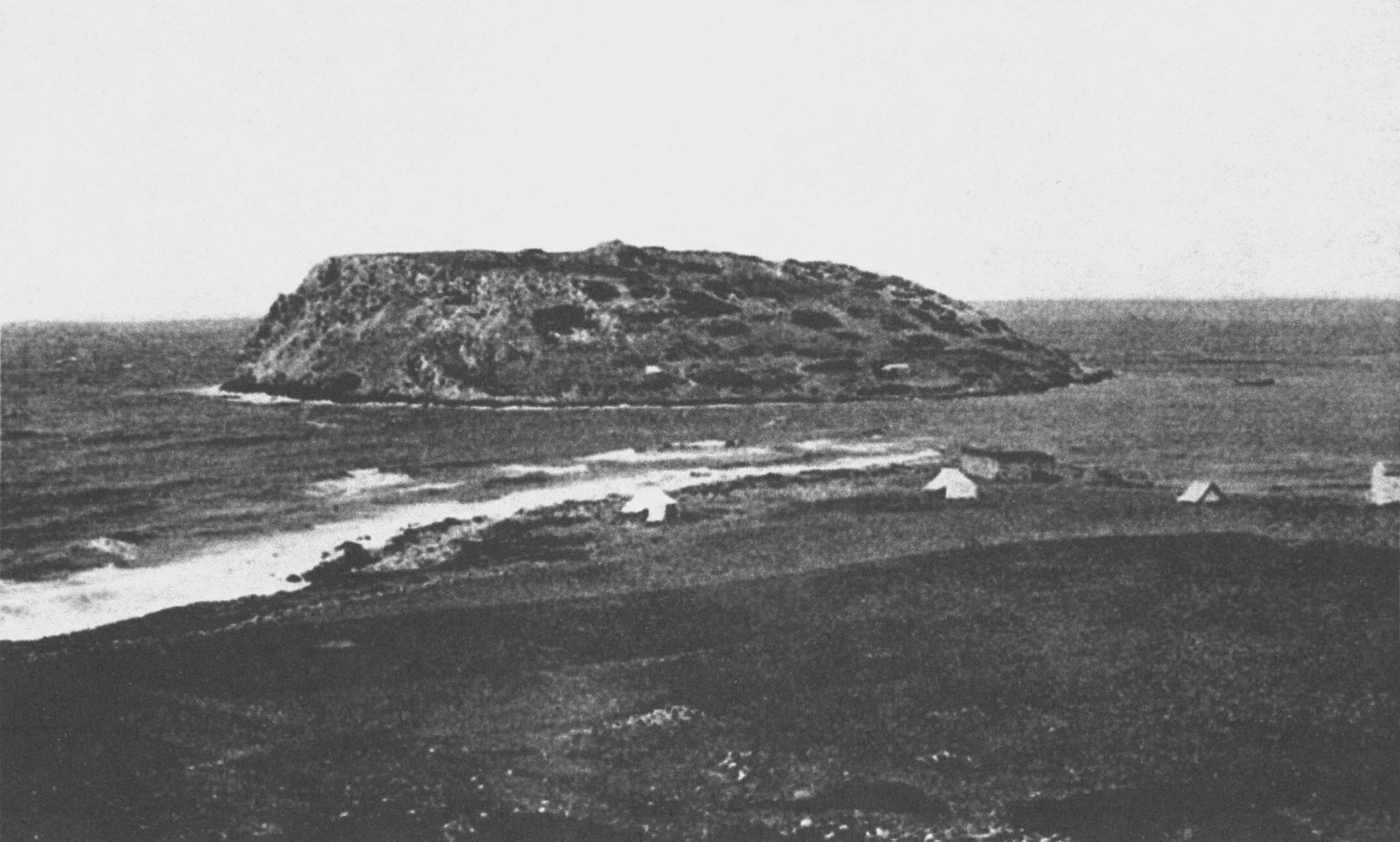
Basislager auf Kreta bei den Ausgrabungen von 1908 in Mochlos

Am 13. April 1908 begann Richard B. Seager auf der Insel Agios Nikolaos oder Mochlos mit den ersten systematischen Ausgrabungen. Dafür standen ihm zunächst 80, später 120 Arbeiter zur Verfügung. Die Konzession erhielt Seager über die American School of Classical Studies at Athens, die sein Projekt teilweise mitfinanzierte. Die Grabungskampagne erbrachte bis zu ihrem Ende am 20. Juni 1908 reichhaltige Funde. Seager zweifelte jedoch an der Effektivität einer zweiten Ausgrabung, die er deshalb nie in Angriff nahm. Seine Auswertung der Grabungsergebnisse stellte Seager im September 1908 fertig, sie wurden 1909 im American Journal of Archaeology veröffentlicht. Eine im Oktober 1911 von Seager erarbeitete ausführliche Dokumentation des minoischen Friedhofs auf der Insel erschien 1912 unter dem Titel Explorations in the Island of Mochlos in Boston und New York.

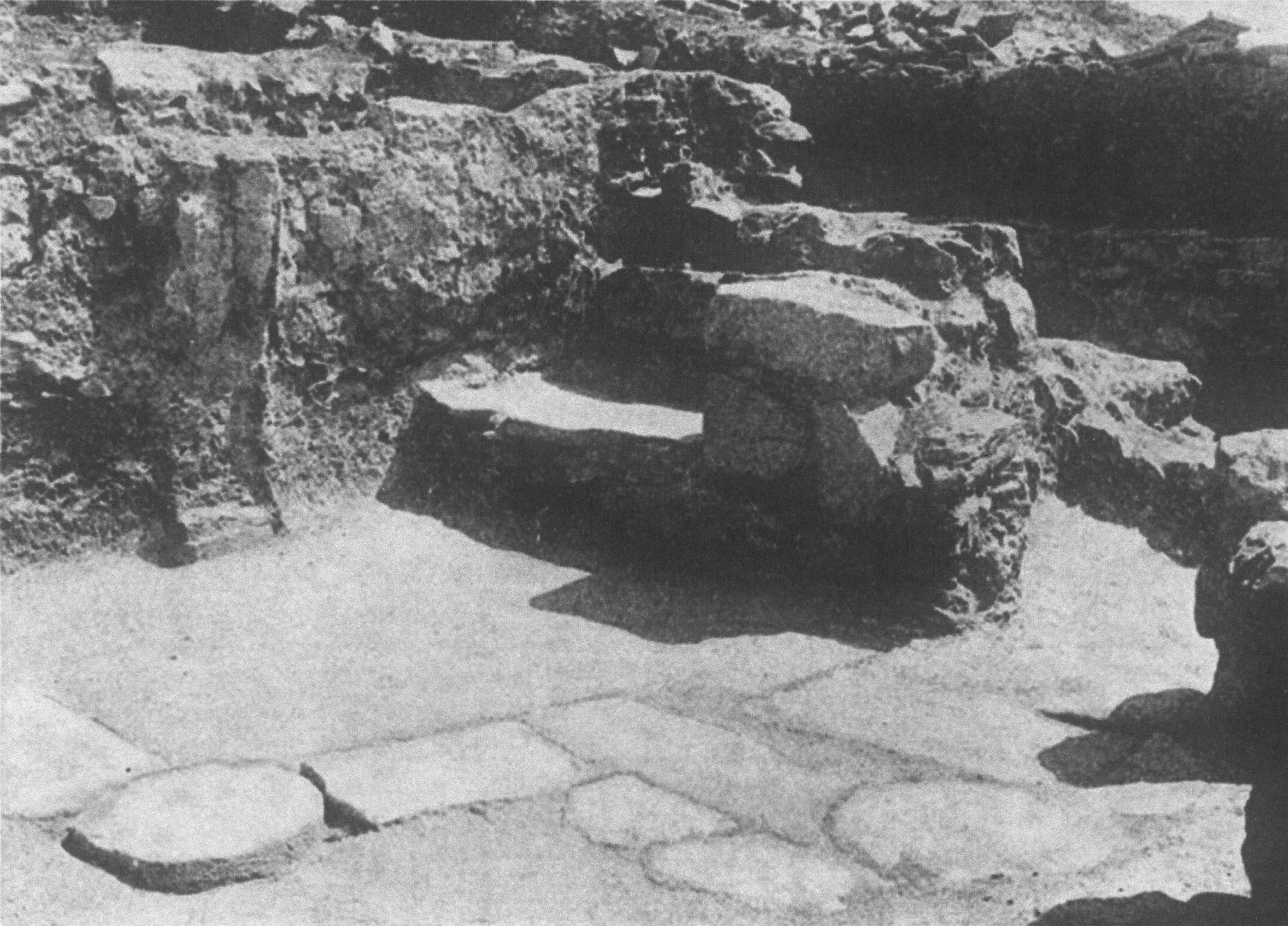
Haus D der Siedlung auf der Insel

Seager erkannte, dass die „Stadt“ des Altertums fast das gesamte Gebiet der Südseite der Insel einnahm. Im flachen Wasser zwischen Kreta und der vorgelagerten Insel sah er eine ehemalige Landbrücke, die in der Vergangenheit einen guten Hafen ermöglicht hatte. Da er auch auf Kreta die Überreste vieler minoischer Hausmauern vorfand, schloss er auf eine zusammengehörende Siedlung. Aus den Funden erschlossen sich Seager verschiedene Siedlungsphasen, die bei späteren Untersuchungen teilweise revidiert oder konkretisiert wurden. Er grub dabei an vier Punkten der Südseite, beiderseits der Kirche Agios Nikolaos sowie an zwei Stellen höher am Hang. Dabei legte Seager nur ein großes Haus am Südostabhang, das östlichste in Block D, fast vollständig frei. Ansonsten wurden Teile von vielleicht zwölf SM I-Häusern geräumt. Überall stieß der Ausgräber auf durch spätere Überbauung zerstörte minoische Schichten.

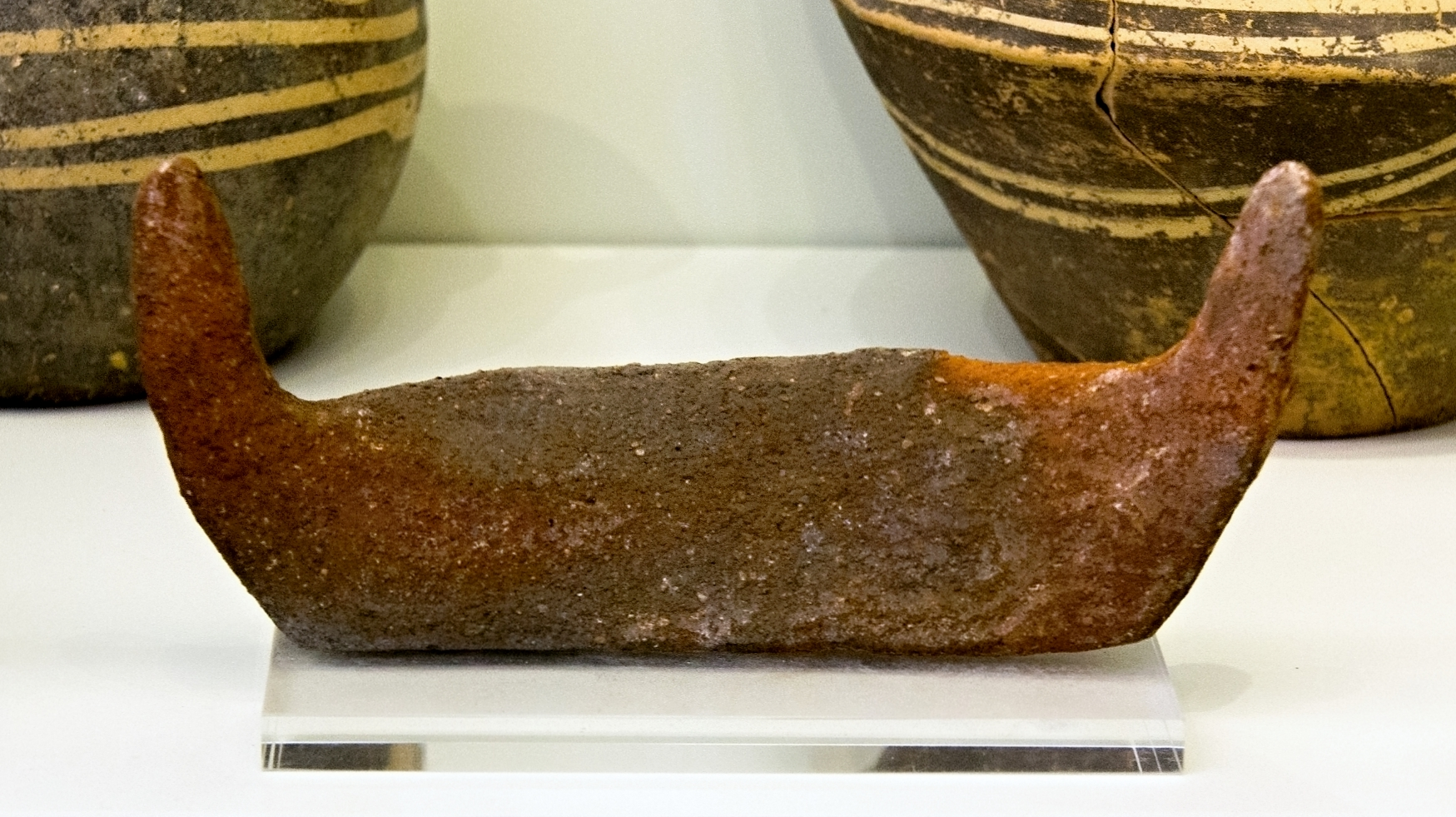
„Hörner der Weihung“
(Kammergrab V, 2600–1900 v. Chr.)

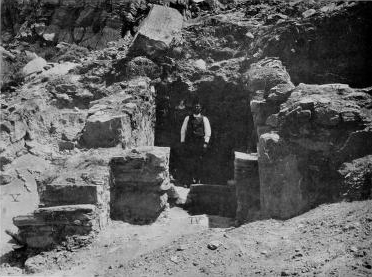
Ausgräber im Kammergrab IV

Auf dem minoischen Friedhof im Westen und Südwesten der Insel wurde drei Wochen länger gearbeitet, als auf dem Ausgrabungsgelände der Siedlung. Hier kamen in 23 gut erhaltenen Gräbern eine große Menge an Keramik, Waffen, Schmuck und Steinvasen zu Tage. Die Funde stammten überwiegend aus den frühminoischen Phasen FM II und FM III. Seager spricht vom „Zeitalter der Steinvasen“ und vermutet erste Kontakte zum alten Ägypten. Er bescheinigte den Herstellern von Vasen und Schmuck einen „hohen künstlerischen Sinn“, verwies aber auf Schwachstellen dekorativer Entwürfe geometrischer Natur bei der Gestaltung bemalter Keramik. Viele der Gräber waren durch Denudation zerstört. Neben den verbliebenen kleinen auf dem südwestlichen Hügel konnte Seager sechs große frühminoische Ossuarien oder Kammergräber im Nordwesten entlang einer schmalen Felskante untersuchen. Deren Eingänge waren durch aufrecht stehende Steinplatten verschlossen. Viele Grabstätten wurden in mittelminoischer Zeit weiter genutzt. Daneben fand Seager auf dem südwestlichen Hügel auch mittelminoische Gräber und Bestattungen aus den Phasen MM III und SM I in großen Terrakottagefäßen und Pithoi.
Seager erwähnte zwar in seinem Grabungsbericht griechische und römische Überreste, hatte aber wenig Interesse an ihnen. Er bedauerte, dass die Mauern der späteren Wiederbesiedlung der Insel tief in die minoischen Häuser versenkt waren und letztere teilweise zerstört hatten. Zur Datierung der nachminoischen Mauerreste sah sich Seager nicht in der Lage, da seine römischen Münzfunde von Hadrian bis Konstantin dem Großen reichten. Obwohl bei späteren Ausgrabungen weitaus länger und sorgfältiger gearbeitet wurde, konnten unter den spärlichen Münzfunden auf Agios Nikolaos keine römischen identifiziert werden. Seager spricht hingegen 1909 von einer griechisch-römischen Stadt, die eine halbe Meile östlich von Mochlos auf Kreta in der Nähe der kleinen Kirche Agios Andreas (Άγιος Ανδρέας) gelegen habe, wo ständig Münzen aus dieser Zeit gefunden werden. Auf dem entsprechenden Gelände neben der heutigen Hotelanlage des Club Aldiana liegen noch eine Anzahl Scherben aus historischen Zeiten.

### Ausgrabungen in den 1950er Jahren
In den 1950er Jahren leitete Nikolaos Platon Rettungsgrabungen und kleinere Probeausgrabungen entlang der Küste gegenüber der Insel Agios Nikolaos. In Galana Charakia (Γαλάνα Χαράκια) unterhalb von Myrsini (Μυρσίνη) entdeckte er ein Tholosgrab, einen Grabtyp, der vorwiegend in der Messara-Ebene vorkommt. Es enthielt Keramik der Phasen SM III, MM I A und MM I B. Weiterhin berichtete Platon über minoische Gebäudereste ungewisser Art in Palia Vardia (Παλιά Βάρδια) bei Myrsini und Chalinomouri (Χαλινομούρι) am östlichen Ende der Küstenebene. Seine Keramikfunde aus den mykenischen Kammergräbern des Friedhofs von Asprospilia (Ασπροσπηλιά) im Jahr 1959 datierte Athanasia Kanta 1980 in die Phasen SM III A–C. Andere Kammergräber fand Nikolaos Platon in Plakalona (Πλακάλωνα) und Keratidi (Κερατίδη).
Im Jahr 1955 führten John Leatham und Sinclair Hood Unterwassererkundungen an ausgewählten Punkten der Küste Kretas durch. Dabei entdeckten sie östlich des Ortes Mochlos antike Fischbecken, die ursprünglich an der Küste lagen und sich auf Grund des Meeresspiegelanstiegs im östlichen Teil Kretas um einen bis zwei Meter seit dem Altertum nun unter der Wasseroberfläche befanden. Dies stützte die Annahme Seagers, dass die Insel Mochlos bzw. Agios Nikolaos vorher durch eine Landbrücke mit dem Festland verbunden war. Leatham und Hood datierten die Fischbecken in die römische Zeit. Grundlage dafür waren Berichte lateinischer Schriftsteller wie Columella und Varro über das Züchten und Konservieren von Fischen in Becken (piscinae) in der Zeit des Römischen Reiches.

### Untersuchungen in den 1970er Jahren
In den Jahren 1971 und 1972 wurden von Jeffrey S. Soles unter der Aufsicht von Costis Davaras 23 Gräber gereinigt und untersucht, die ursprünglich von Richard B. Seager ausgegraben worden waren. Im Bereich der Gräber IV, V und VI im Westen der Insel fand sich ein komplexes Zugangssystem aus einer Rampe und einer Terrasse. Grab VI enthielt u. a. Vassiliki-Ware, Kupferwaffen, eine einhenkelige Silbertasse und etwas Goldschmuck. Aufgrund der Neufunde wurde das Grab, entgegen der Einschätzung Seagers, in die Phasen FM II B / FM III datiert.
Auch die Annahme Seagers, die kleineren Gräber im Süden seien Kistengräber bzw. dachlose Einfriedungen, wurde revidiert. Bei ihnen handelte es sich nach Soles und Davaras um Grabhäuser, ähnlich denen in Gournia. Sie waren für kollektive Bestattungen primärer und sekundärer Form bestimmt. Neben den oben genannten Funden konnte eine Reihe von Siegeln gesichert werden.
Im Jahr 1976 schloss Costis Davaras die Reinigungsarbeiten des Friedhofsgeländes ab. Im selben Jahr fertigten die Architekten Frederick Hemans, Frederick Guthrie und Margaret Denney von der Cornell University eine topografische Karte der Insel einschließlich der archäologischen Fundstätten. Dies war die erste Karte überhaupt, die die Beziehungen der einzelnen Fundorte zueinander in einer Übersicht darstellte.

### Ausgrabungen von 1989 bis 1994
Im Sommer 1989 begannen erneute Ausgrabungen auf der Insel Mochlos und der angrenzenden Küstenebene unter der Leitung von Jeffrey S. Soles und Costis Davaras. Das griechisch-amerikanische Team wurde von der University of North Carolina at Greensboro und dem Archäologischen Institut von Kreta finanziert. Die Grabungen standen unter der Schirmherrschaft des griechischen Kulturministeriums und der American School of Classical Studies at Athens. Bei den ersten systematischen Ausgrabungen seit 1908 konzentrierte sich das Mochlos Project zunächst auf die Fundstätten der Bronzezeit, da das Gebiet zu dieser Zeit am einflussreichsten schien und die große Anzahl und Vielfalt minoischer und mykenischer Überreste die Gelegenheit bot, eine größere Vielfalt von Forschungsfragen zu untersuchen. Unter anderem wurde in einem Grab ein aus Nordsyrien importiertes Rollsiegel aus Hämatit gefunden und in das 19. Jahrhundert v. Chr. datiert. Bereits in der ersten Grabungssaison konnten sieben Siedlungsphasen auf der Insel dokumentiert werden. Von besonderer Bedeutung war die Entdeckung der Tephra-Schicht des Vulkanausbruchs auf Thera (Santorin), durch die die Minoische Eruption eindeutig zwischen die Phasen SM I A und SM I B eingeordnet werden konnte.
Die Ausgrabungen in Mochlos setzten sich in den Sommern der Jahre 1990 und 1991 fort, wobei sich die Arbeiten erneut auf die Insel konzentrierten. Das Spektrum der Funde reichte von der frühminoischen Phase FM I B der Vorpalastzeit bis zur spätbyzantinischen Zeit des 13. Jahrhunderts n. Chr. Zur gleichen Zeit begannen die Arbeiten an drei Standorten gegenüber der Insel in der angrenzenden Küstenebene, die bei einer früheren Vermessung der Ebene identifiziert worden waren und auf die eine oder andere Weise mit der Siedlung auf der Insel in Verbindung standen. Dazu gehörten das Handwerkerviertel am westlichen Ortsrand von Mochlos sowie die Stätten Palia Vardia und Chalinomouri am östlichen Ende der Küstenebene. In den Sommern der Jahre 1992 und 1993 lag der Schwerpunkt der Ausgrabungen weiterhin auf der Insel mit der ausgedehnten spätminoischen SM I B-Siedlung sowie den frühminoischen und späteren SM III-Überresten. Daneben wurden vier Standorte auf Kreta untersucht, unter anderem die Kammergräber des Friedhofs der SM III-Phase oberhalb von Limenaria. Wichtig für spätere Untersuchungen und Beschreibungen war bei den Grabungen von 1989 bis 1994 die sorgfältige Dokumentation der späthellenistischen Überreste an oder in der Nähe der Oberfläche auf der Spitze der Insel und entlang ihres Südhangs, wie der 1991 und 1992 ausgegrabene Balkenpressenkomplex.

### Ausgrabungen nach 2000
Im neuen Jahrtausend kam es zu mehreren Grabungskampagnen in den Jahren 2004–2006, 2009–2010 sowie 2012. Dabei konnten erneut bemerkenswerte Funde geborgen werden. Bereits 2004 entdeckte man in Haus B.2 einen Barren aus Zinn, einen teilweise über diesem liegenden bronzenen Dreizack und einen kompletten Ochsenhautbarren. Der Dreizack besitzt Widerhaken, was eine Funktion zum Fischfang vermuten lässt. In Haus C.3 wurde 2005 ein bronzenes Sistrum aus der Phase SM I B ausgegraben, das sich heute im Archäologischen Museum von Agios Nikolaos befindet. Die Rahmenrassel ist 28,5 cm hoch und 8,3 cm breit. Sistren sind vor allem aus dem alten Ägypten bekannt, wurden jedoch vereinzelt auch auf Kreta gefunden. Ein weiteres Sistrum aus Bronze stammt aus Agia Triada. In Phourni bei Archanes und der Höhle von Agios Charalambos an der Westseite der Lassithi-Hochebene fand man mittelminoische Sistren aus einheimischem Ton. Die bildliche Darstellung eines Sistrum befindet sich auf der Schnittervase aus Agia Triada.

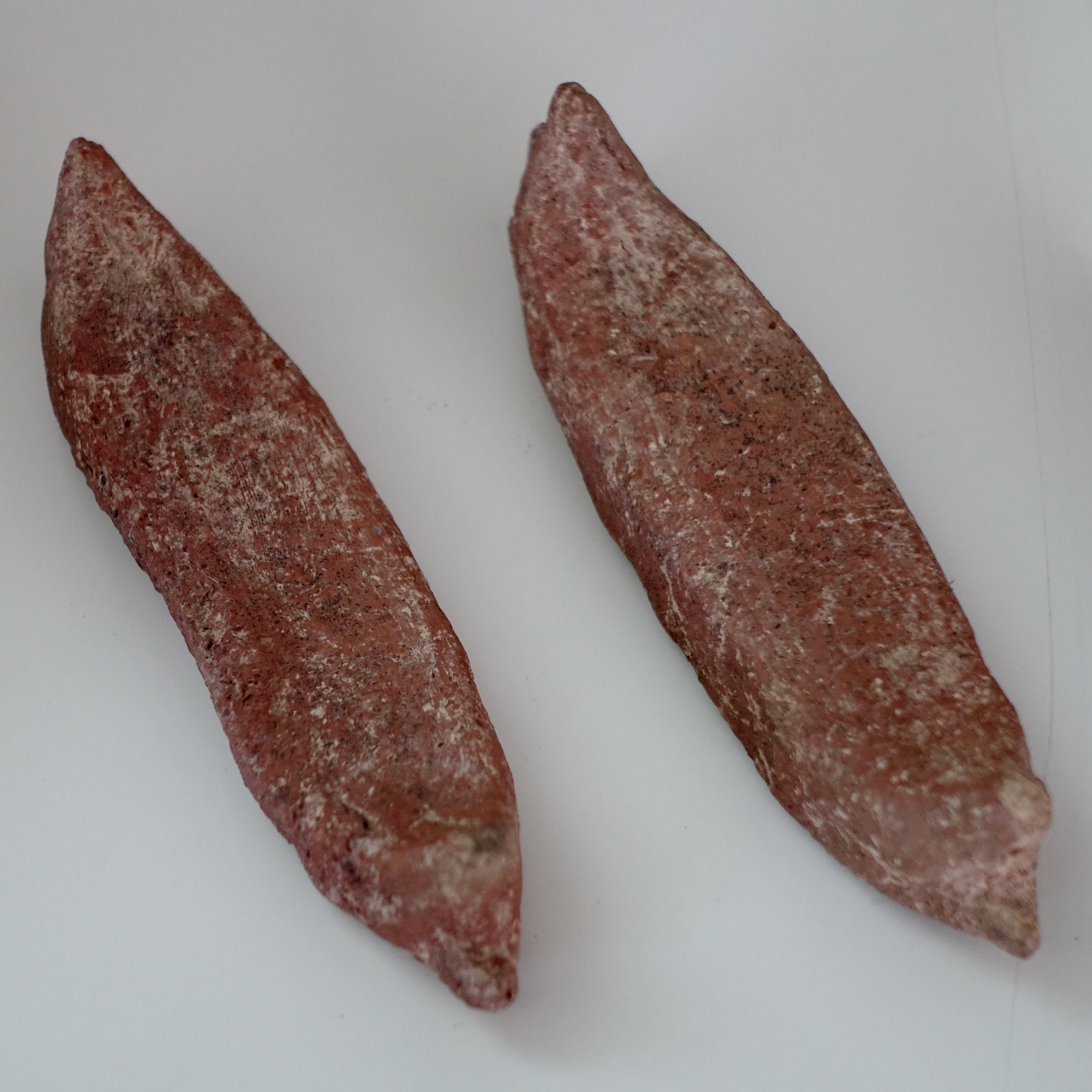
Bootsmodelle aus Block B
(2500–2300 v. Chr.)

Weitere Funde der jüngeren Ausgrabungen bestanden aus einem Tonkrug mit der Darstellung eines Oktopus aus einem Grab der mykenischen Zeit, einem konischen Rhyton, Metallobjekten, wie einem mykenischen Bronzemesser, einem Angelhaken und einem Dolch, der neben dem Oktopuskrug lag, Schmuckstücken in Form einer Halskette aus herzförmigen Fayenceperlen, einem Anhänger mit purpurfarbener Patina und einem vergoldeten Kupferring, Schüssel- und Gefäßdeckeln aus Stein, wie grünem Serpentin, violettem Kalk- und gelblich-weißem Tuffstein, mykenische Larnakes sowie zwei unverzierte Terrakotta-Bootsmodelle. Letztere wurden, wie andere Gegenstände auch, paarweise in einer mit Stein ausgekleideten Ablage in einem frühminoischen FM II B-Fundkontext unterhalb des Südwestflügels des spätminoischen Gebäudes B.2 entdeckt. Sie ähneln dem Bootsmodell, das Seager bereits bei den ersten Ausgrabungen 1908 in Block A fand, sind jedoch nicht so detailliert ausgearbeitet. Für die Bootsmodelle wird eine rituelle Funktion angenommen.

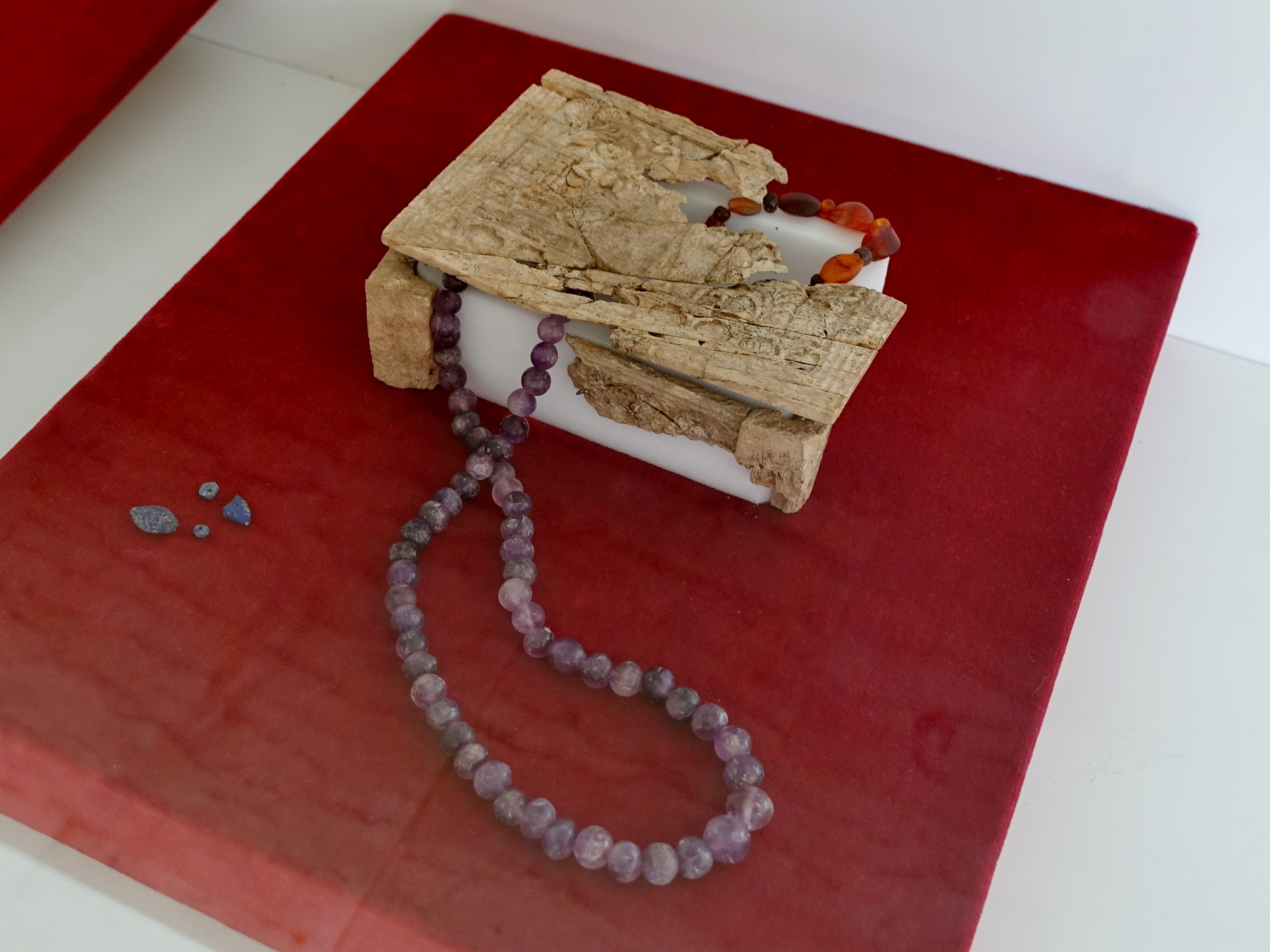
Elfenbein-Pyxis aus Block Α
(1500–1430 v. Chr.)

Einen der seltensten Funde in der Geschichte der minoischen Archäologie stellt eine Pyxis aus Elefantenelfenbein aus der Phase SM I B dar, die 2010 in Block A (Area 4) zusammen mit 10 Haarnadeln aus Elfenbein gefunden wurde. Die Pyxis misst 11 × 14 cm und besitzt einen Holzboden. Die Seiten, wie der Deckel aus Elfenbein, zeigen das Flachrelief einer Meereslandschaft. In den Pyxisdeckel ist ein Bild eingearbeitet, das die Epiphanie der minoischen Göttin wiedergibt. In einer Veröffentlichung vom Oktober 2023 wird die Darstellung auf der Pyxis neu gedeutet: Bisher unentdeckte Haarsträhnen, anatomische Details, die Kleidung und Attribute ermöglichen eine Nachbildung der Figuren. Es spricht gegen die Behauptung von SOLES, dass die Göttin eine Lilie hält, um den kleineren Mann zum König zu krönen, und dass der führende Mann ein Held oder Gott ist. Stattdessen wird festgestellt, dass die Göttin einen Olivenzweig hält, und die Komposition die Ikonographie in altsyrischen Gemälden und Glyptik widerspiegelt, einschließlich eines Siegels, das tatsächlich in Mochlos gefunden wurde. Gestützt durch ikonografische und textliche Beweise schlägt diese Studie vor, dass das aus dem Nahen Osten übernommene und adaptierte Ritual einen minoischen Herrscher darstellt, der der Göttin ein Gefäß für ihren Segen für das Paar anbietet, was möglicherweise eine dynastische Hochzeit markiert, und dass die Pyxis und die darin gefundenen Schmuckstücke Brautgeschenke waren. In der Pyxis lagen 80 Amethystperlen, viele davon in situ, wobei noch Spuren der Schnur erhalten blieben, so dass zwei Halsketten identifiziert werden konnten, eine aus kleinen, die andere aus größeren Perlen. Weiter fanden sich Karneolperlen, Glaspasten und Perlen aus Lapislazuli in verschiedenen Formen.

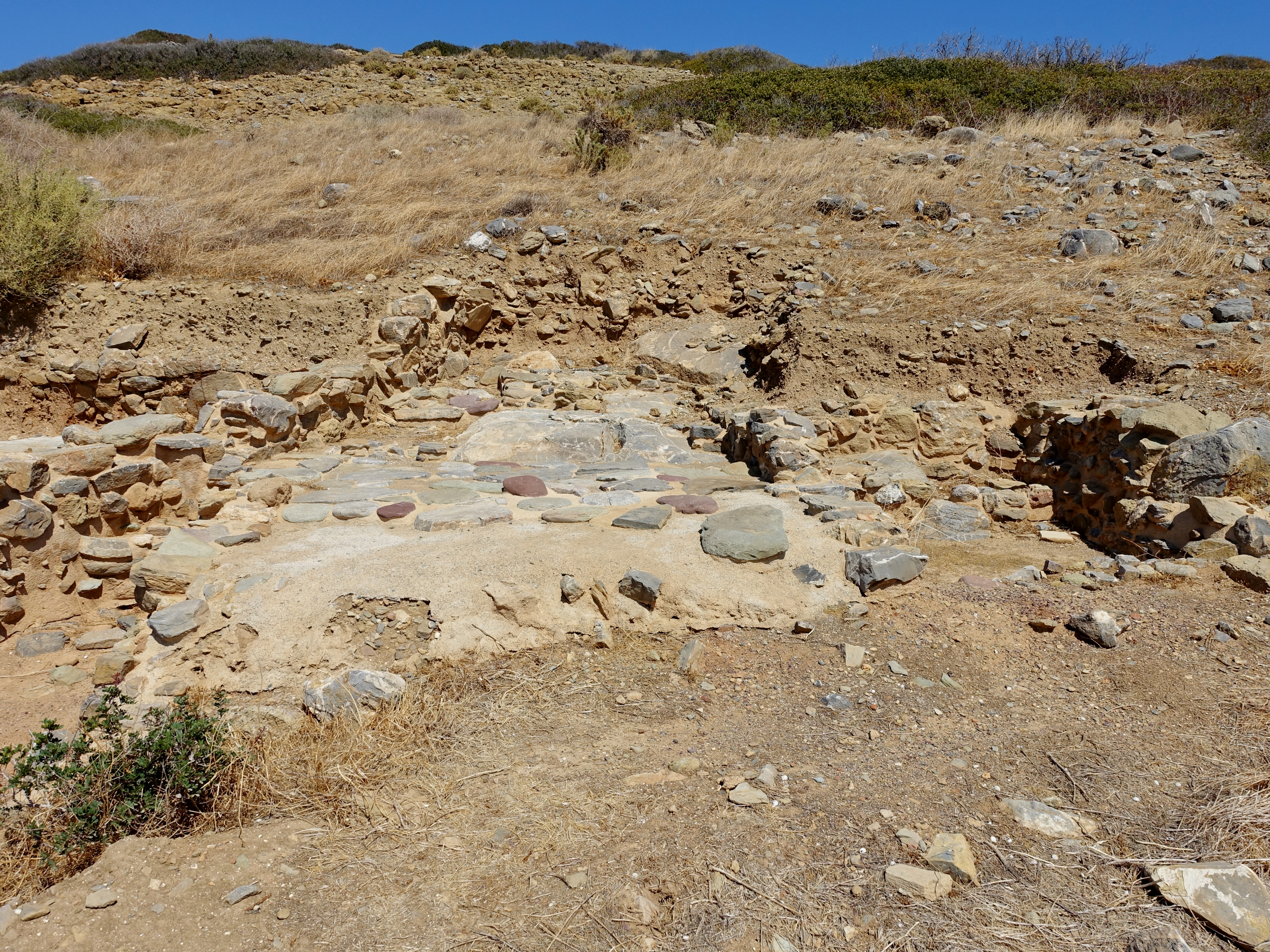
Temenos in Block D

Ziel der Ausgrabungen im Jahr 2012 war es, das Ende der Straße zu finden, die sich durch die neupalastzeitliche Siedlung zwischen den Blöcken B und C den südlichen Hang der Insel Agios Nikolaos hinaufzieht. Den unteren Bereich an der Küste hatte bereits Seager 1908 freigelegt, dabei jedoch keine Informationen zu dieser Straße veröffentlicht. Sie war etwa 270 Jahre in Gebrauch und weist Anzeichen von Reparaturen auf. Nach 45 Metern in nördlicher Richtung knickt die Straße in einem Winkel von 90° nach Osten ab, bevor sie nach weiteren 20 Metern in Richtung Nordosten verläuft. An einem weiteren Straßenknick 10° weiter nach Osten befindet sich eine Terrasse neben einem Bankschrein. Dann stößt eine weitere Straße, die die Blöcke C und D an den Gebäuden C.12 und D.7 voneinander trennt, von Süden an die Hauptstraße der Siedlung. Hier beginnt eine gepflasterte Terrasse mit fragmentarischen Lehmziegeln von Mauerresten, auf der Scherben von Pithoi lagen. Es gab Anzeichen von Verbrennung, weshalb Bodenproben entnommen wurden. Sie ergaben verkohlte Olivenblätter in der Asche. Die Ausgräber vermuten deshalb an dieser Stelle einen Temenos, der der Kultivierung von, möglicherweise heiligen, Olivenbäumen in Pithoi unter freiem Himmel diente.
Seit 2013 liegt der Fokus des Mochlos Archaeological Projects auf der Untersuchung und Veröffentlichung des Fundmaterials. Die Publikationen konzentrieren sich seitdem auf die Ausgrabungsstätte der Stadt der Neupalastzeit (1700-1450 v. Chr.). Der Band Mochlos IV beschreibt die östliche Hälfte, einschließlich des Hauses eines Metallhändlers und des Temenos. Der Band Mochlos V soll sich mit der Westhälfte der Stadt befassen, zu der das Zeremonialgebäude im Zentrum der Siedlung und ein Haus mit Darstellungen der minoischen Religion gehören. Gleichzeitig werden auf der Ausgrabungsstätte bestehende Mauern konsolidiert und instabile Bereiche zum Schutz verfüllt. Weitere Ausgrabungen sind angedacht, jedoch nicht in Planung.

Minoische Funde aus Mochlos
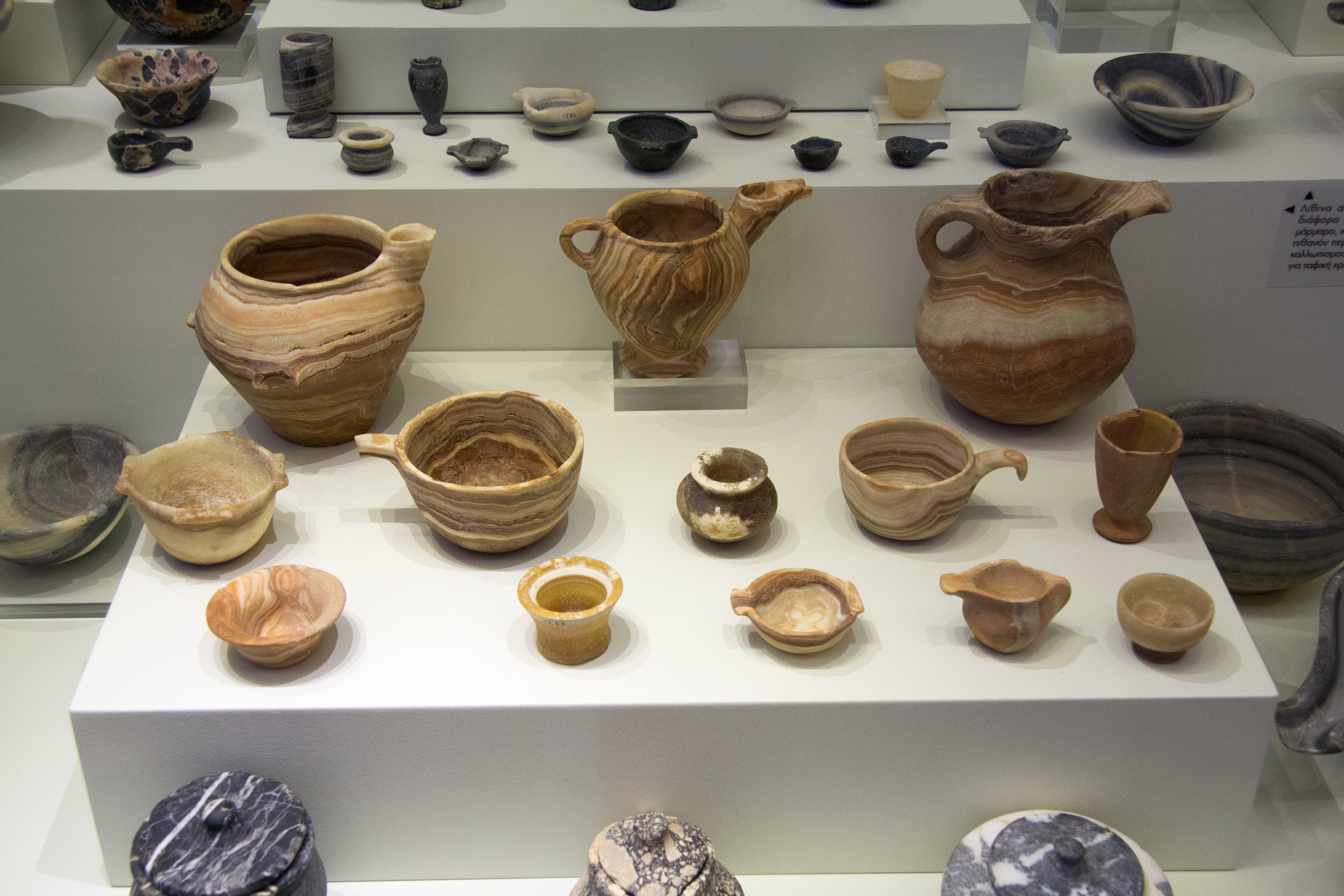
Gefäße aus Stein vom minoischen Friedhof (2600–1900 v. Chr.)
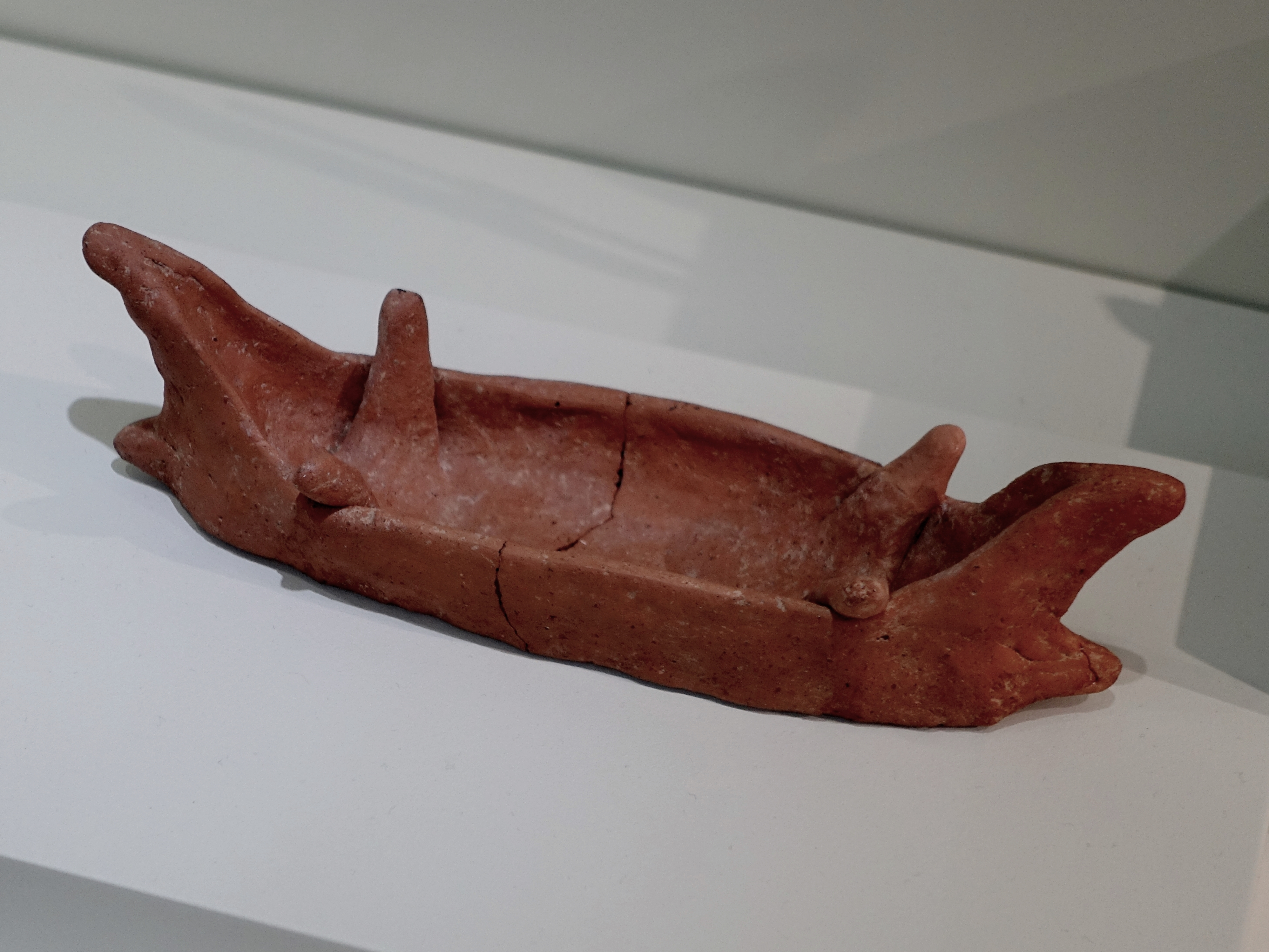
Terrakotta-Bootsmodell aus Block A (2300–1900 v. Chr.)
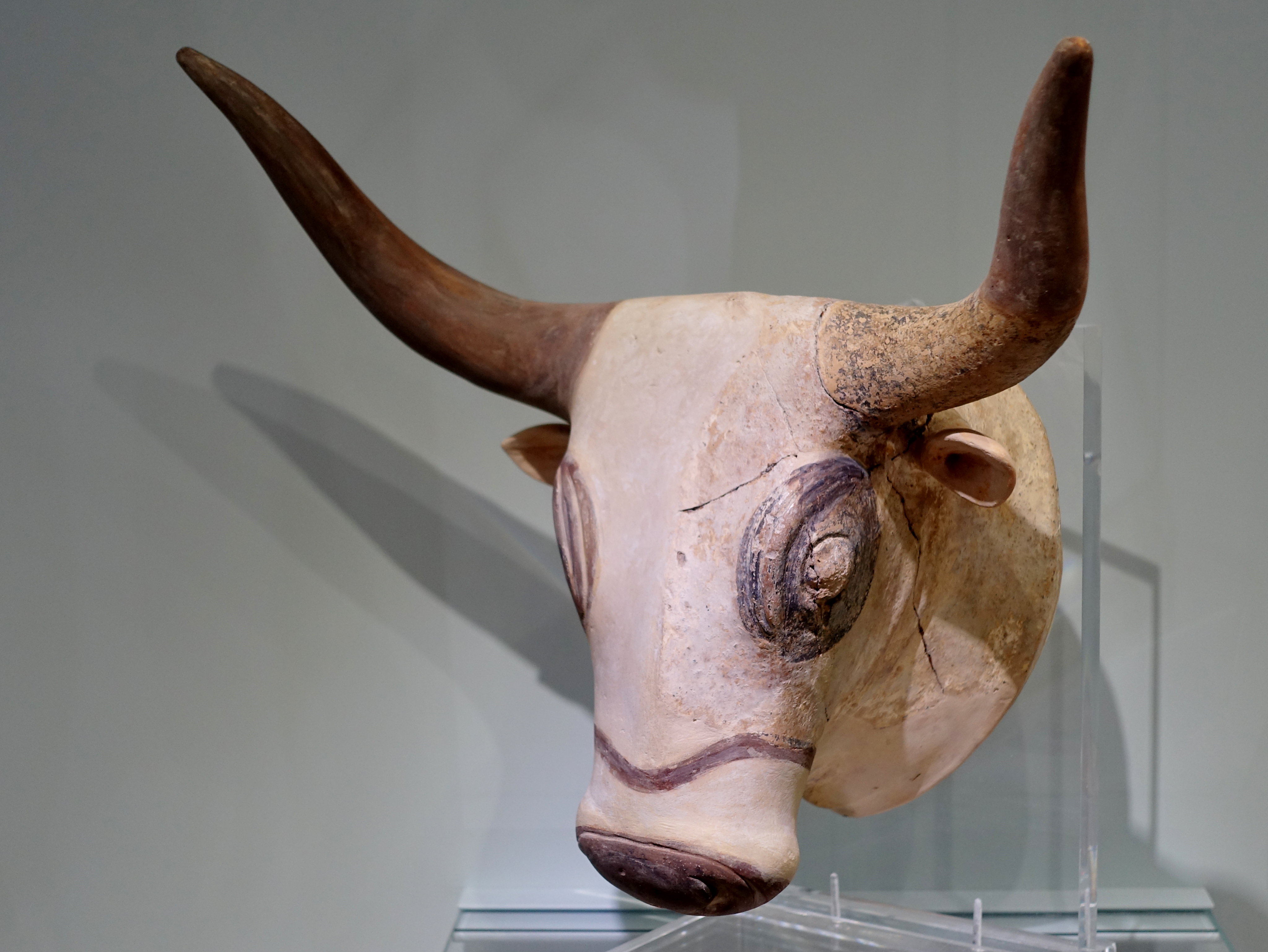
Rhyton aus Ton in Form eines Stierkopfes (1500–1450 v. Chr.)
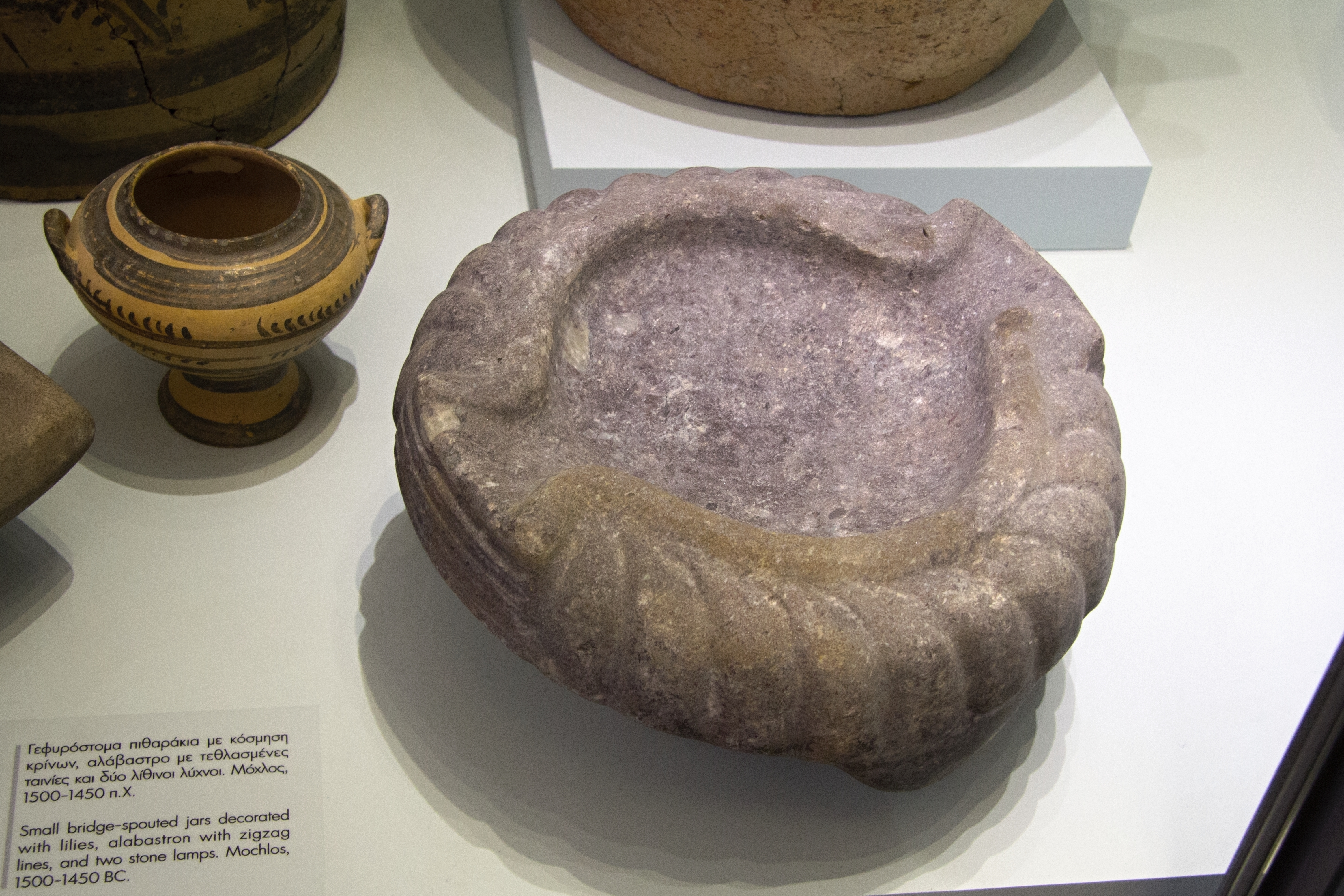
Steinlampe von der Insel Agios Nikolaos (1500–1450 v. Chr.)